# Biserica Sfinții Arhangheli din Galda de Sus

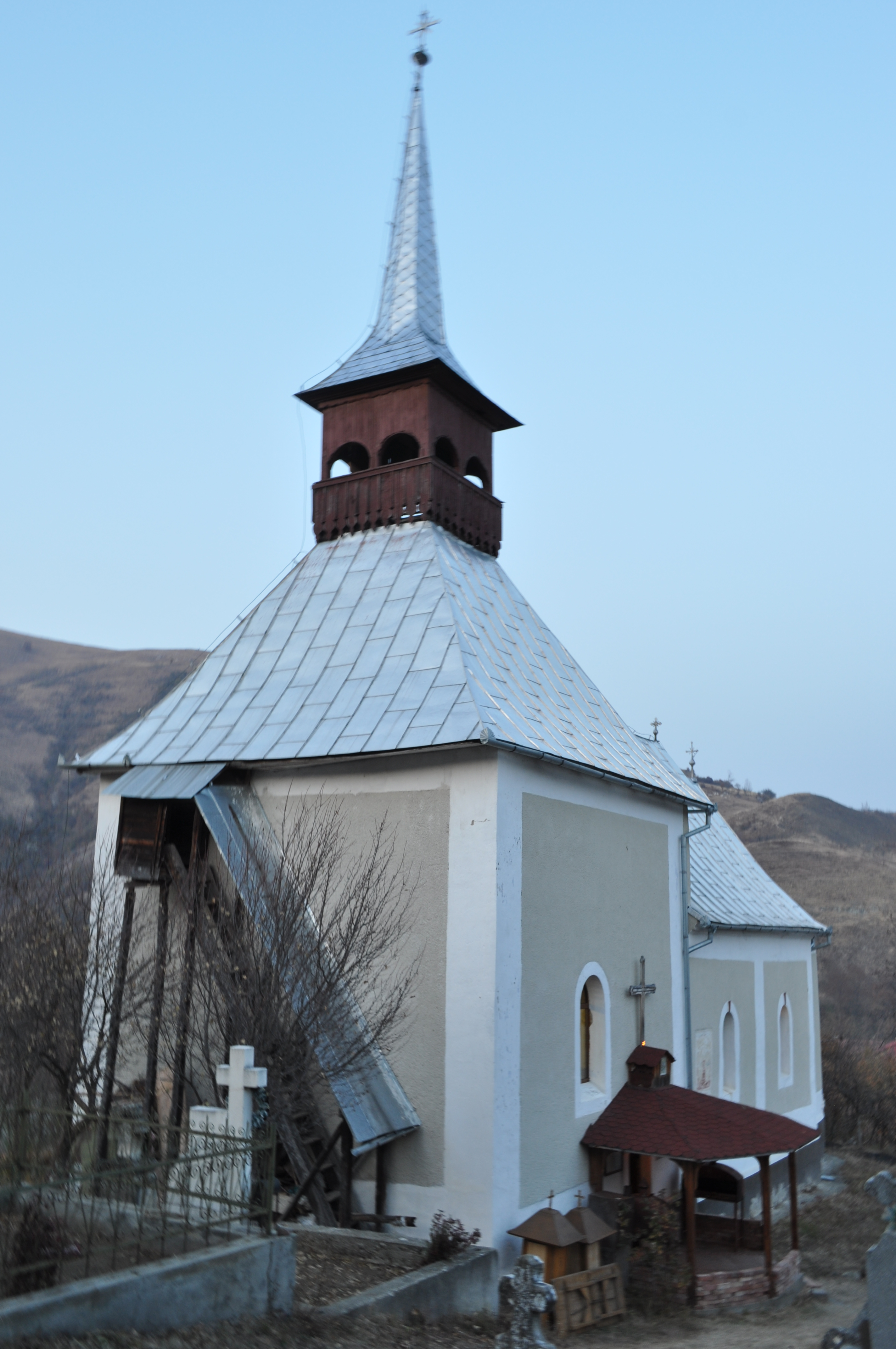
Biserica „Sfinții Arhangheli” din Galda de Sus, comuna Galda de Jos, județul Alba, foto: noiembrie 2011.

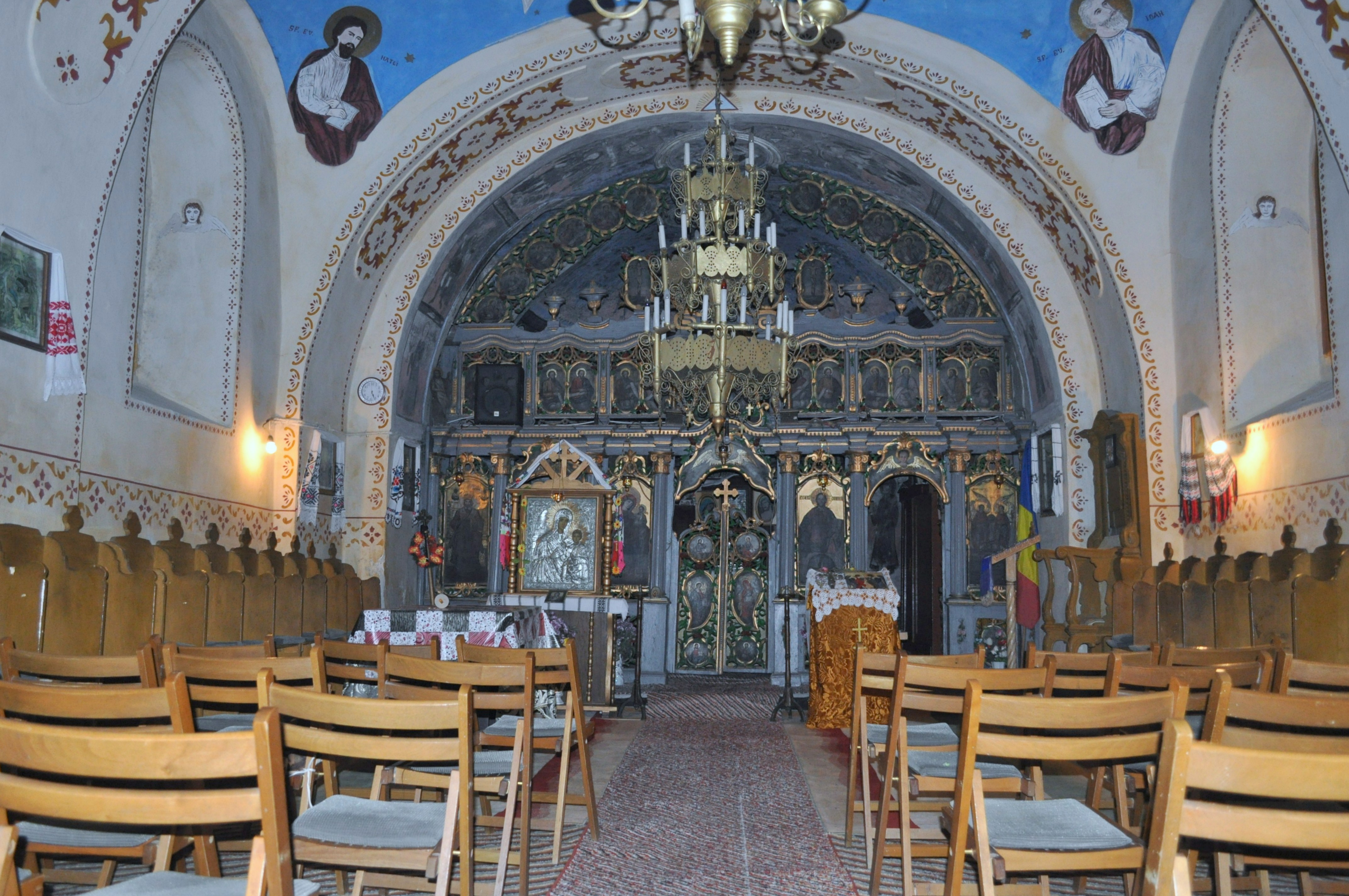
Interiorul navei

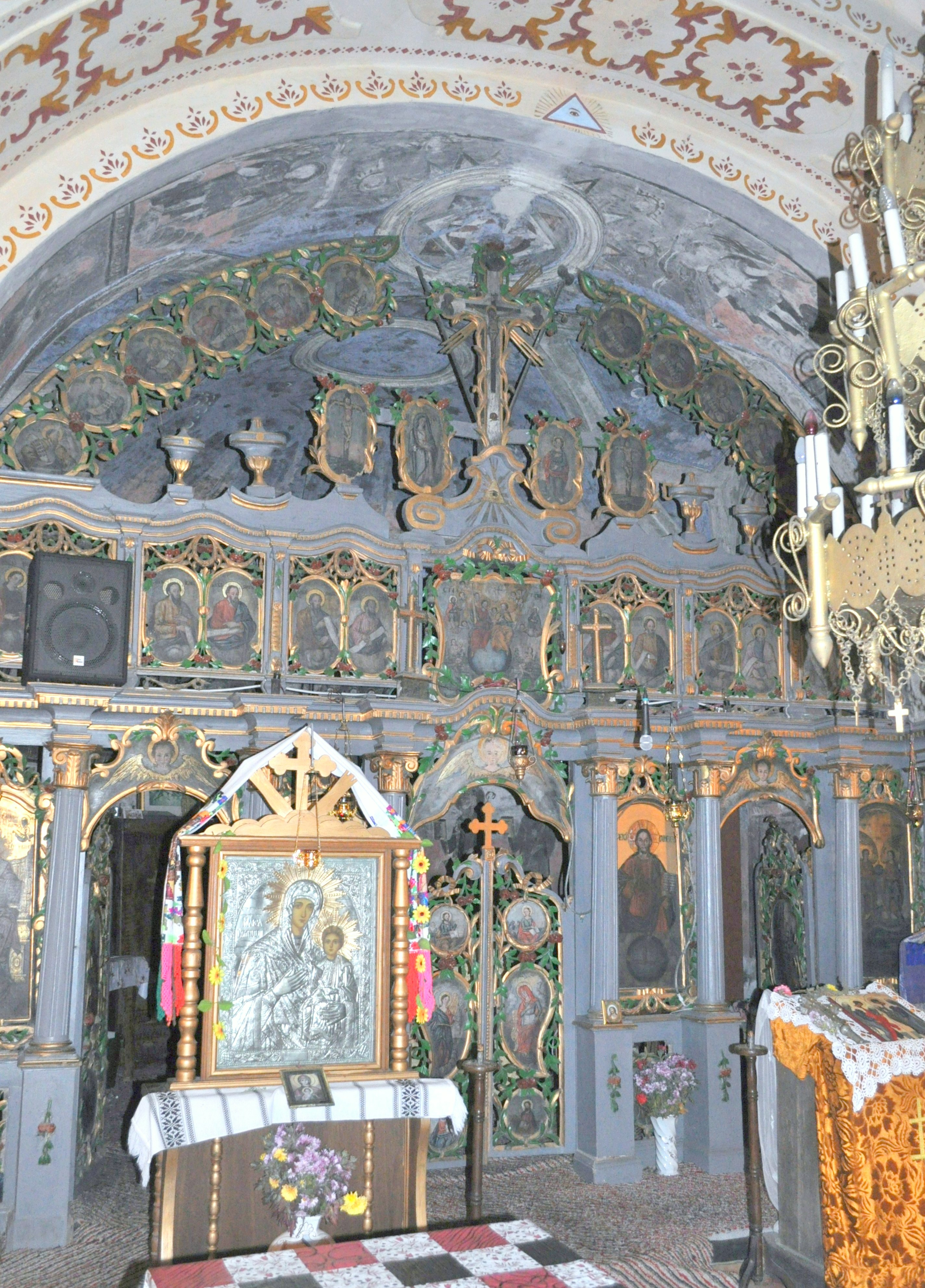
Iconostasul

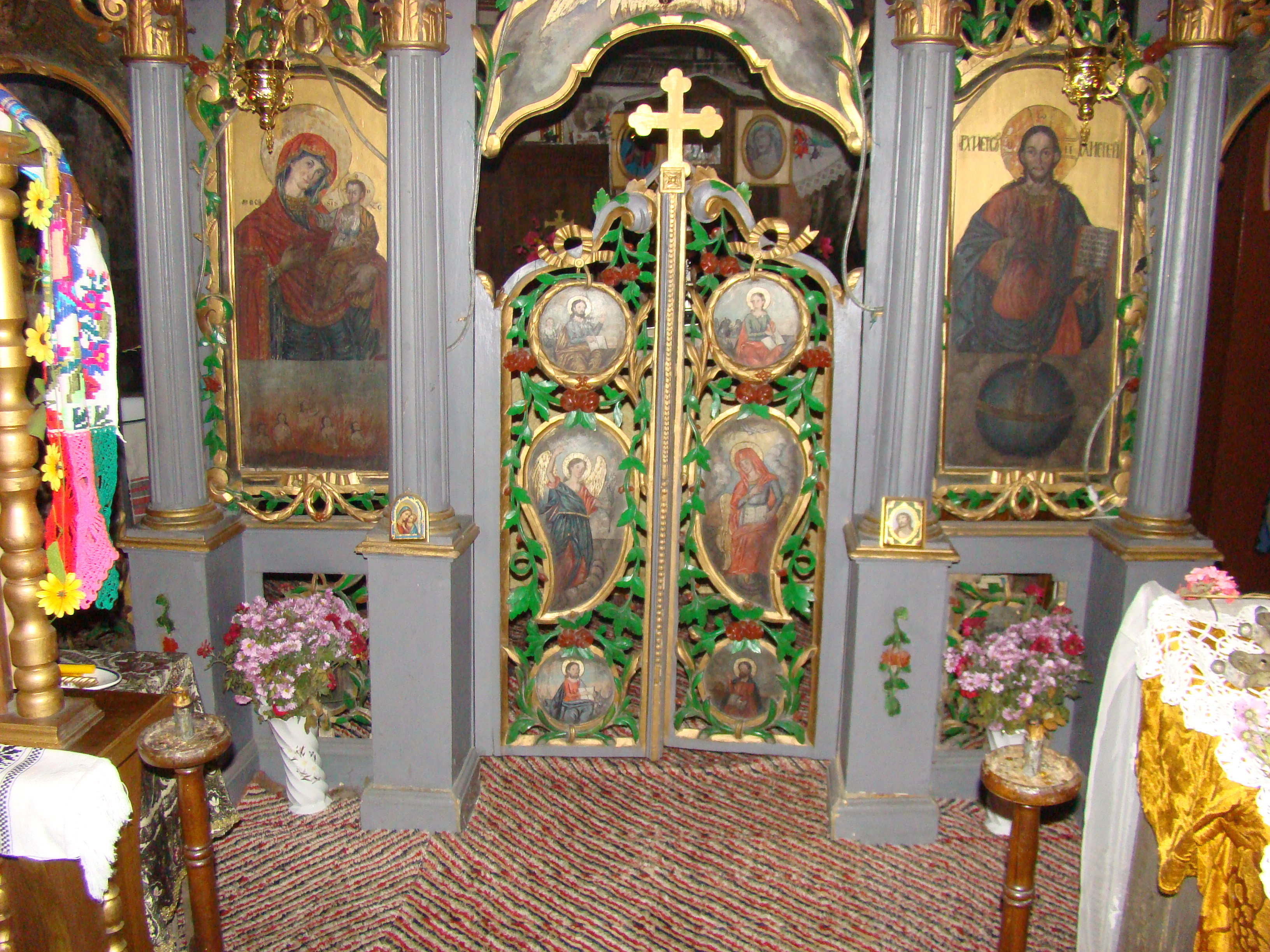
Uși și icoane împărătești

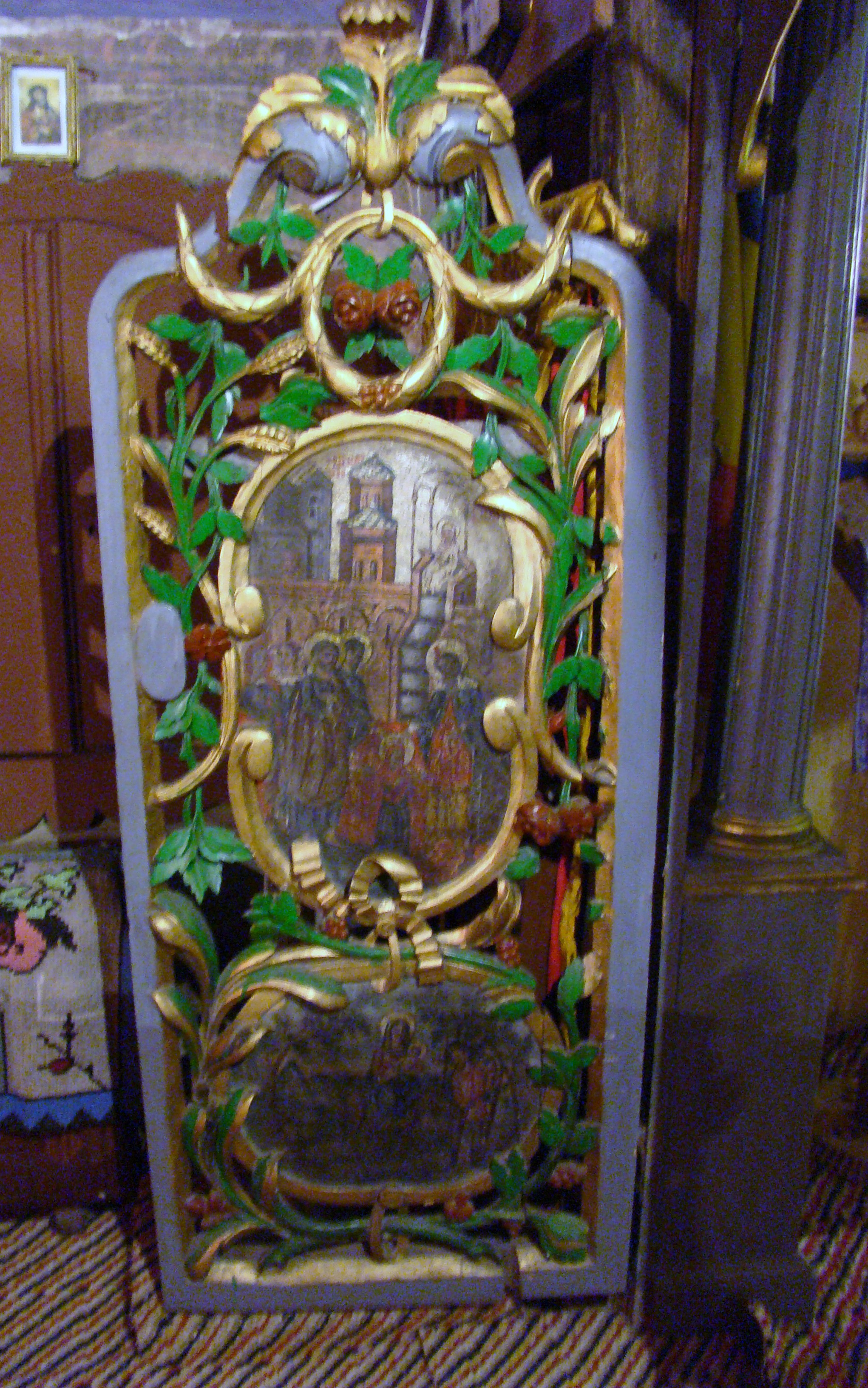
Ușă diaconească

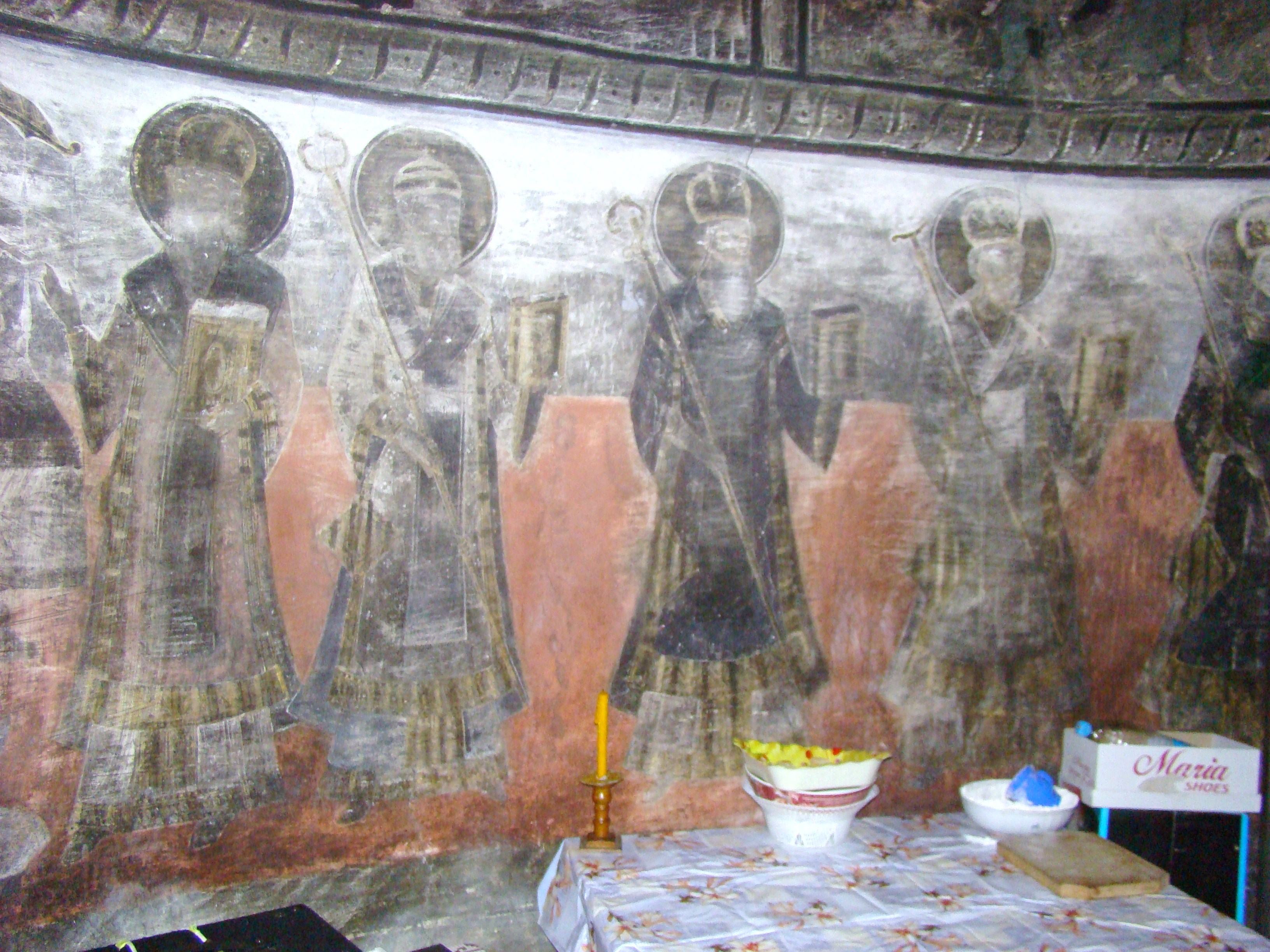
Altar: Sfinții Părinți

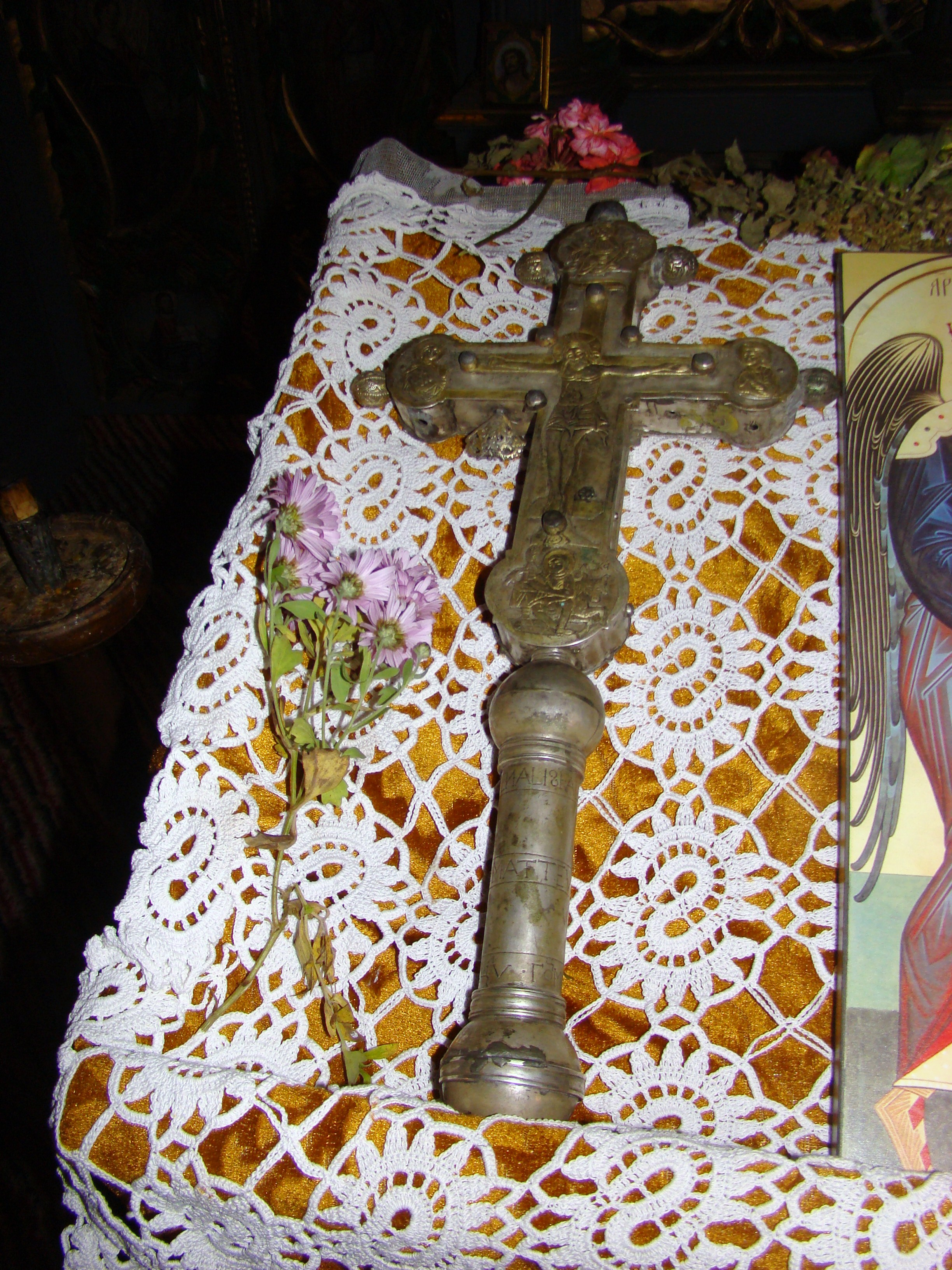
Crucea de argint dăruită de Matei Basarab

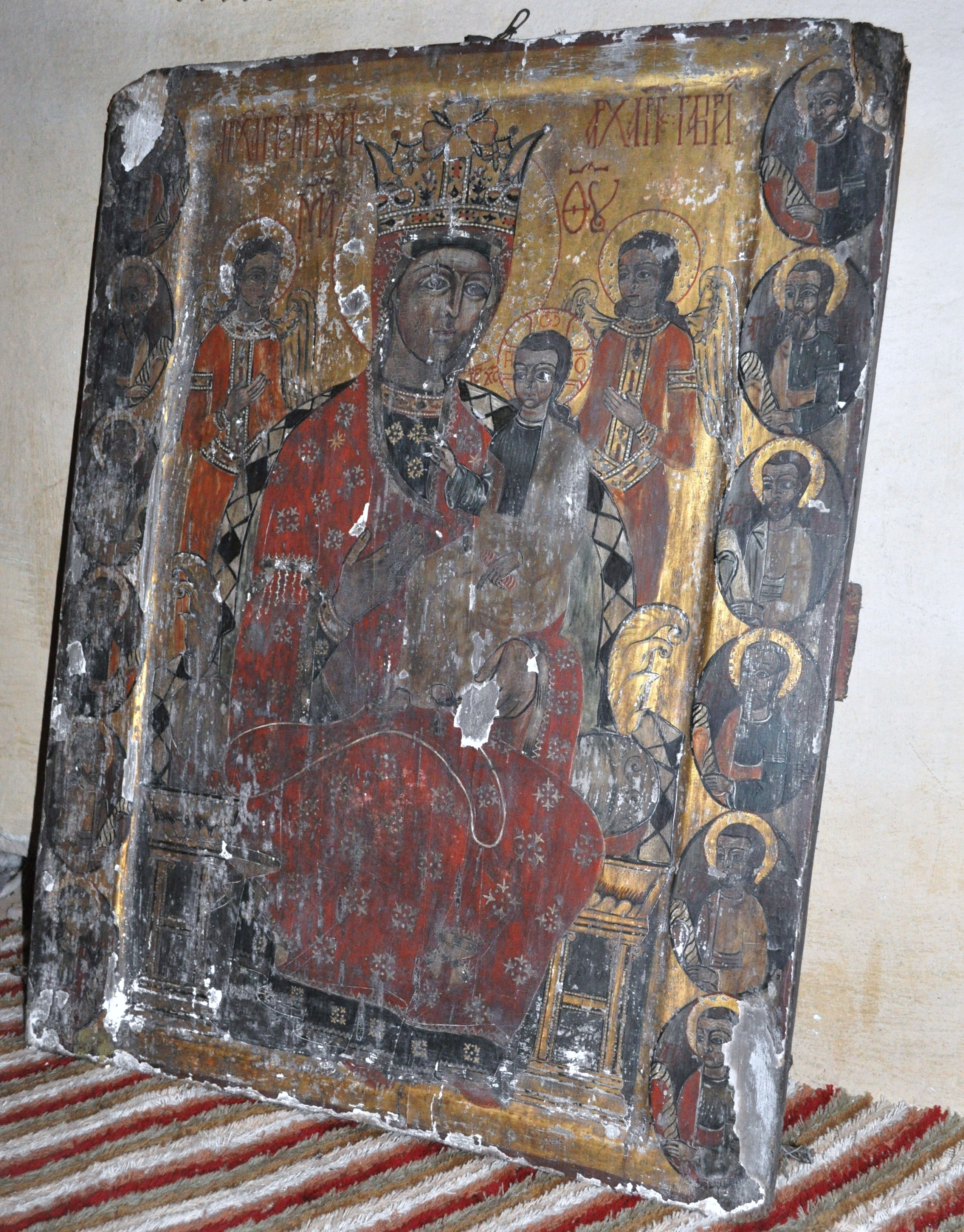
Maica Domnului cu Pruncul

Biserica „Sfinții Arhangheli” din Galda de Sus, comuna Galda de Jos, județul Alba, a fost ridicată în secolul al XVIII-lea. Biserica se află pe noua listă a monumentelor istorice sub codul LMI  AB-II-m-A-00220.

## Istoric și trăsături
Satul Galda de Sus se află așezat de-a lungul văii Gălzii și documentele vremii atestă existența lui de la 1565
Conscripția din 1760-1762, arată că în acest sat existau două biserici: una neunită (ortodoxă) din lemn, de la 1645,  cu un preot și 147 de familii, fără casă parohială; alta unită cu 30 de familii  și doi preoți, Ilie și Crăciun
A fost ridicată în secolul XVIII în locul lăcașurilor anterioare de lemn de la care a preluat: crucea de argint donată de Matei Basarab în 1645 cu inscripția M(AGISTER) IWENALIS FALCUS MCM DOM(INUS) MATTEUS BAS(ARAB) W(OIEWODA) 1645 HANȚUL GOȚMAN; icoanele de lemn de secol XVII (Sfânta Paraschiva și Nedelea) și din secolul XVIII pictate de Oprea Zugravul, Simion Zugravul din Bălgrad și Stan din Rășinari; cărțile vechi și clopotul din 1742 „dat de pomană” de Iovan G.
Biserica a fost construită din piatră și cărămidă cu ziduri groase de 1-1,20 m, în stil gotic, cu patru bolți din cărămidă prinsă în var,  acoperită la început cu șindrilă,  apoi tablă neagră și țiglă,  cu șiță între 1973-1991,  iar în cele din urmă cu tablă inox (turnul) și aluminiu (naosul,  altarul și o parte din pronaos).
Iconostasul este în stil baroc, din lemn de plop,  datând de la 1804 (după cum reiese de pe icoana Sfinților Arhangheli).
Pictura, originară din 1802, afectată de intervențiile ulterioare, împodobește numai absida altarului și intradosul arcului de triumf, cu reprezentarea Sfinților Părinți ai Bisericii Ortodoxe și scene din Vechiul Testament. Catapeteasma de lemn îmbină armonios elemente baroce și neoclasice, pictate de un autor necunoscut, cu certe influențe apusene.  
În decursul timpului biserica nu a suferit intervenții majore, reparațiile consemnate în anii 1902, 1920, 1926 și 1973 fiind legate de refacerea acoperișului, consolidarea zidurilor și tencuieli exterioare.

## Imagini din exterior

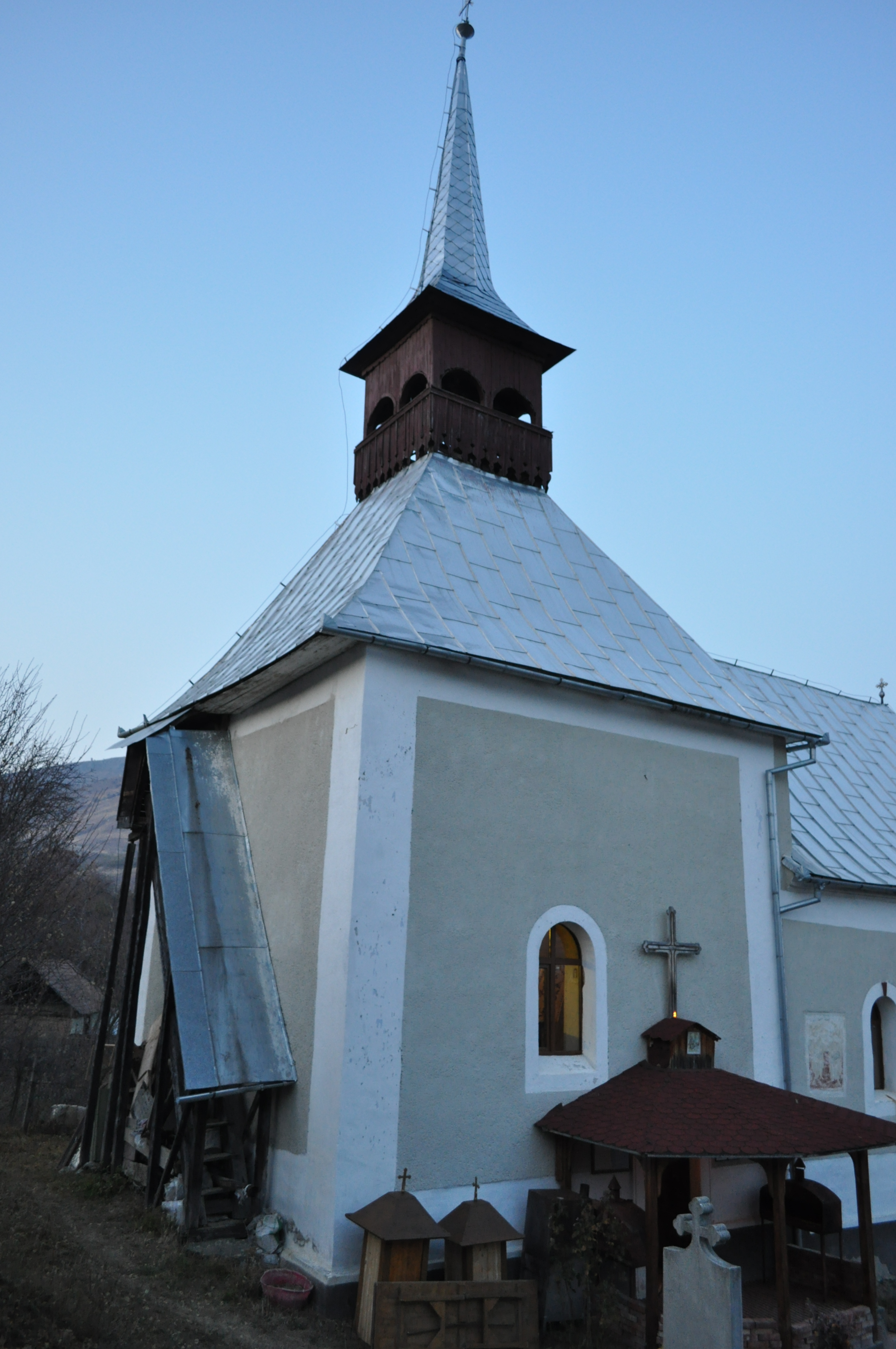
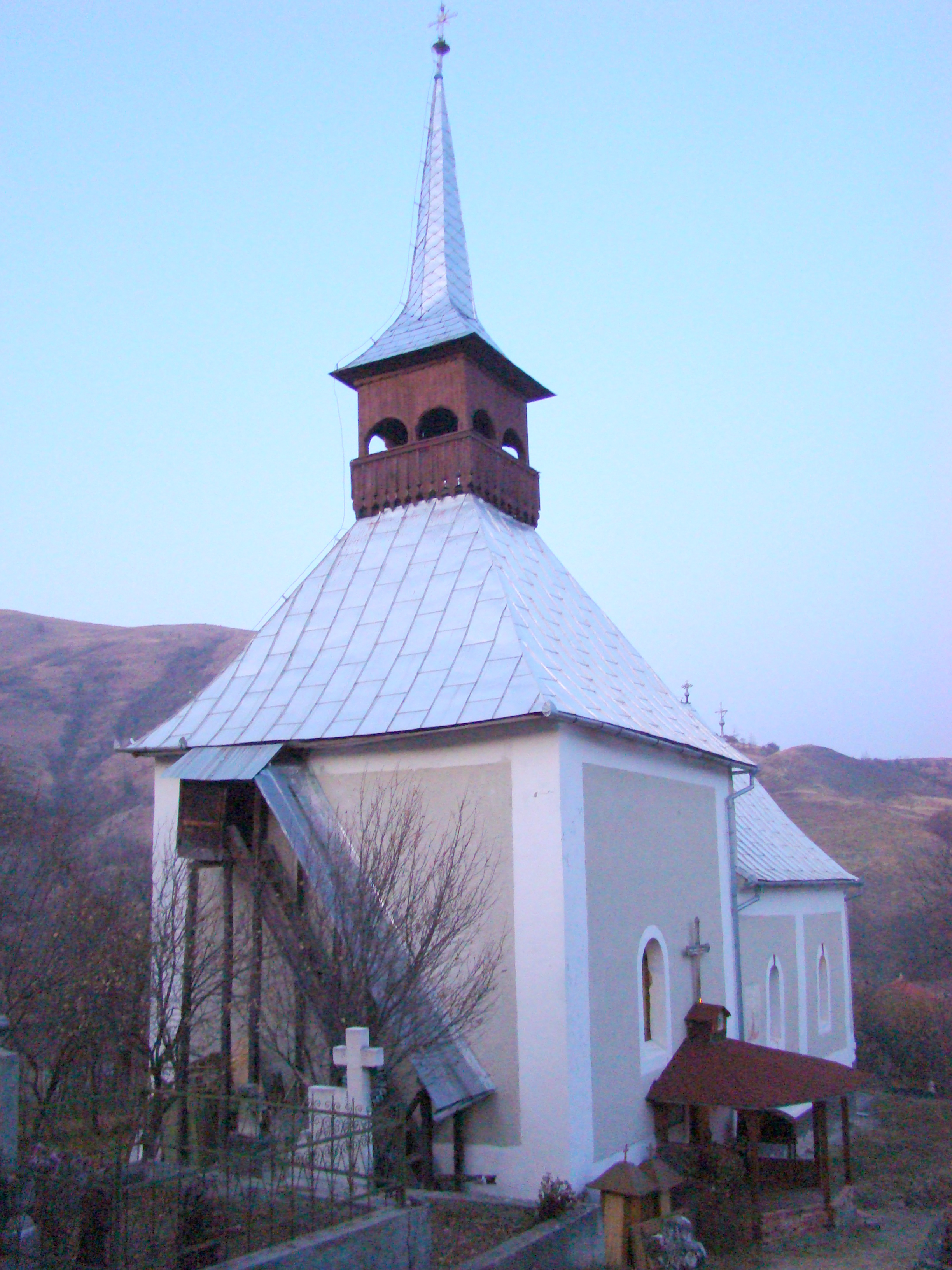
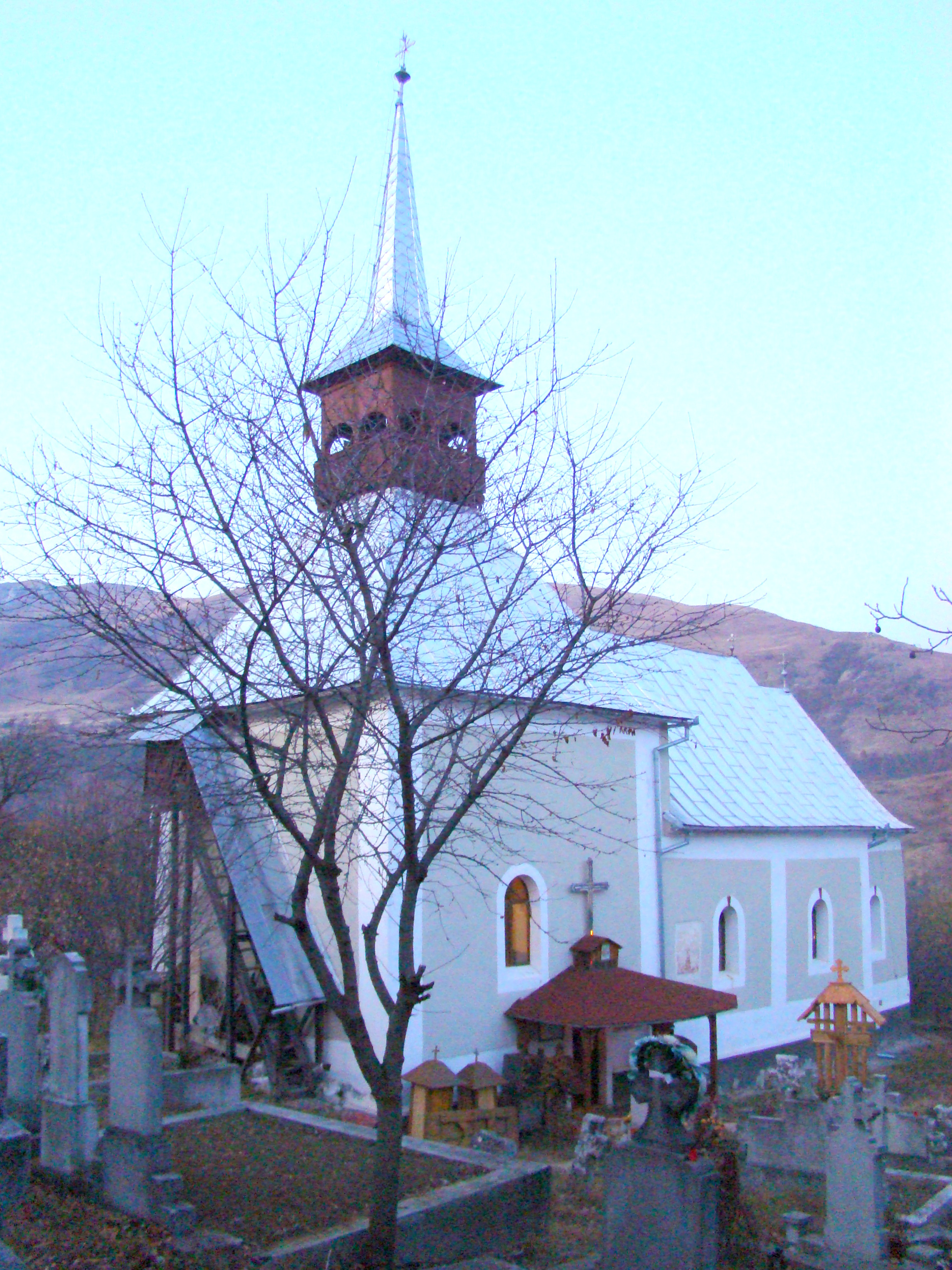
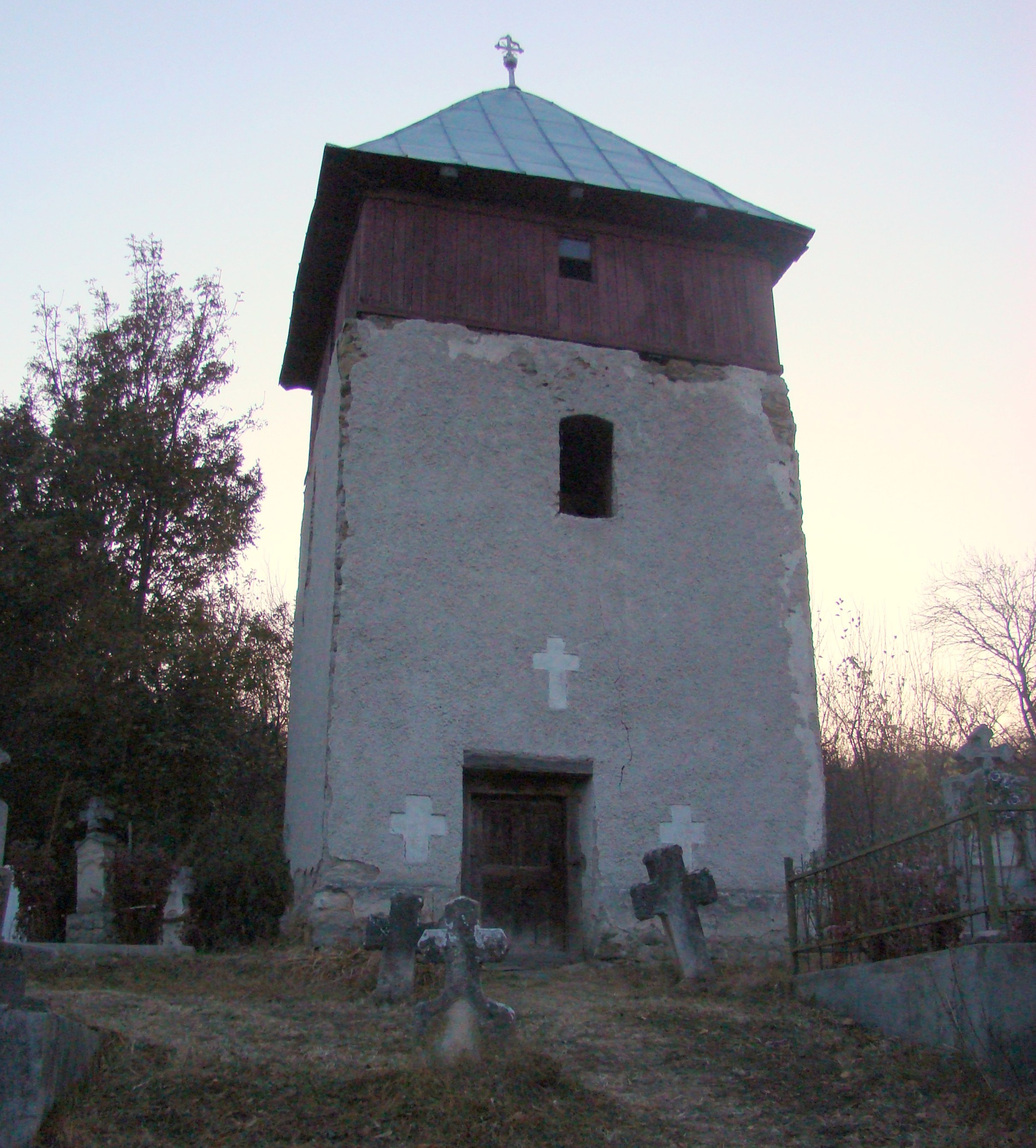
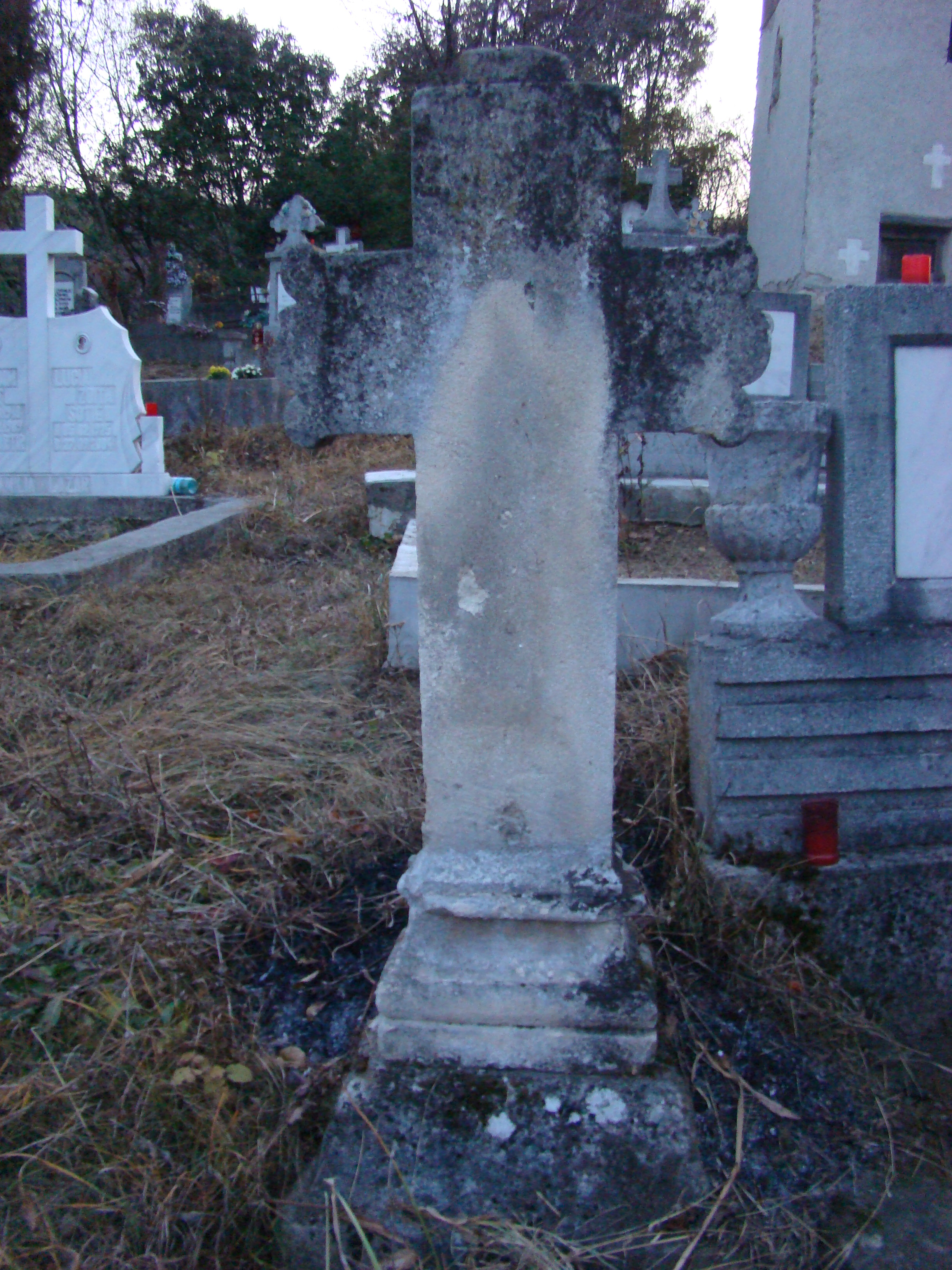
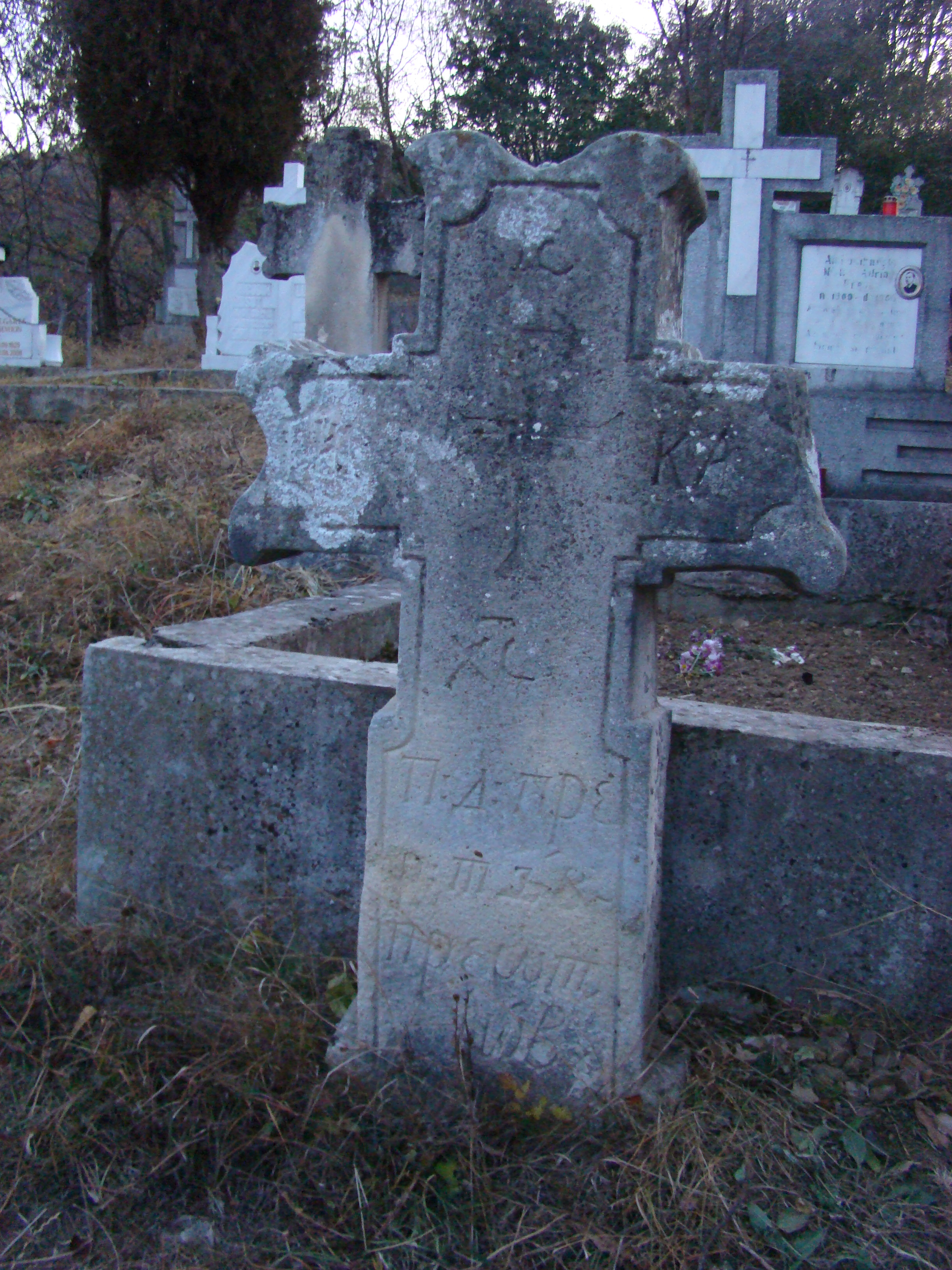
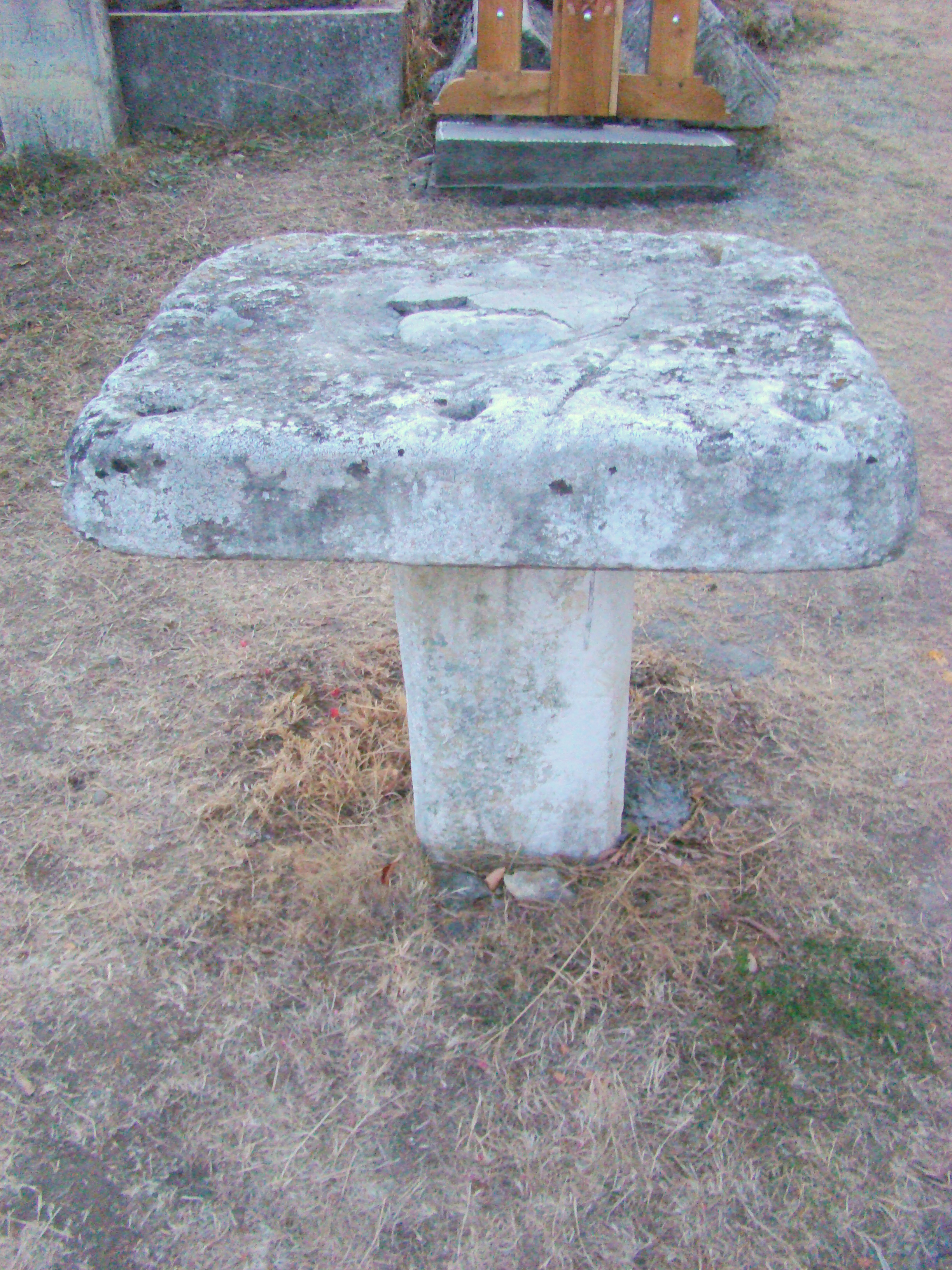
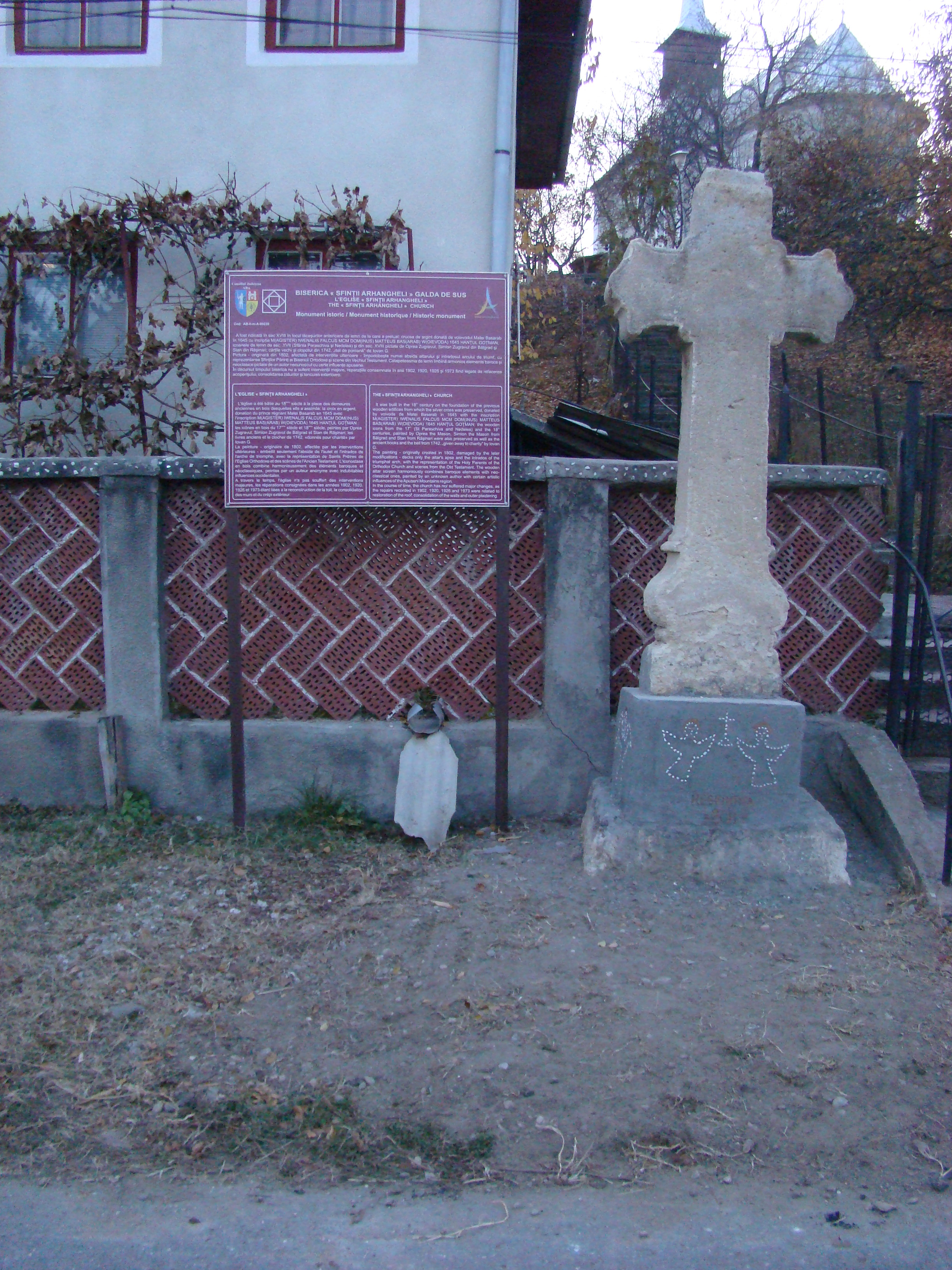
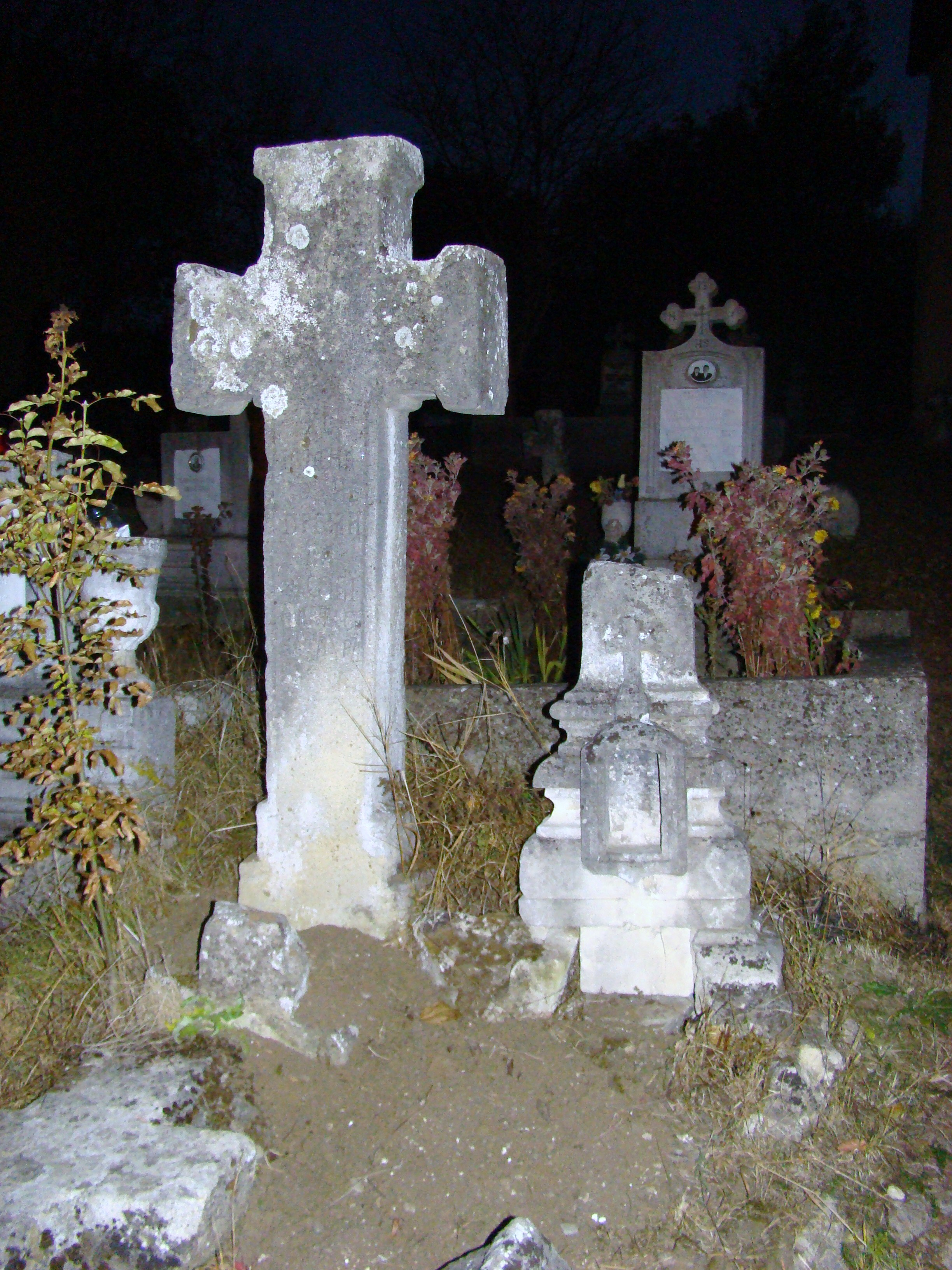

## Imagini din interior

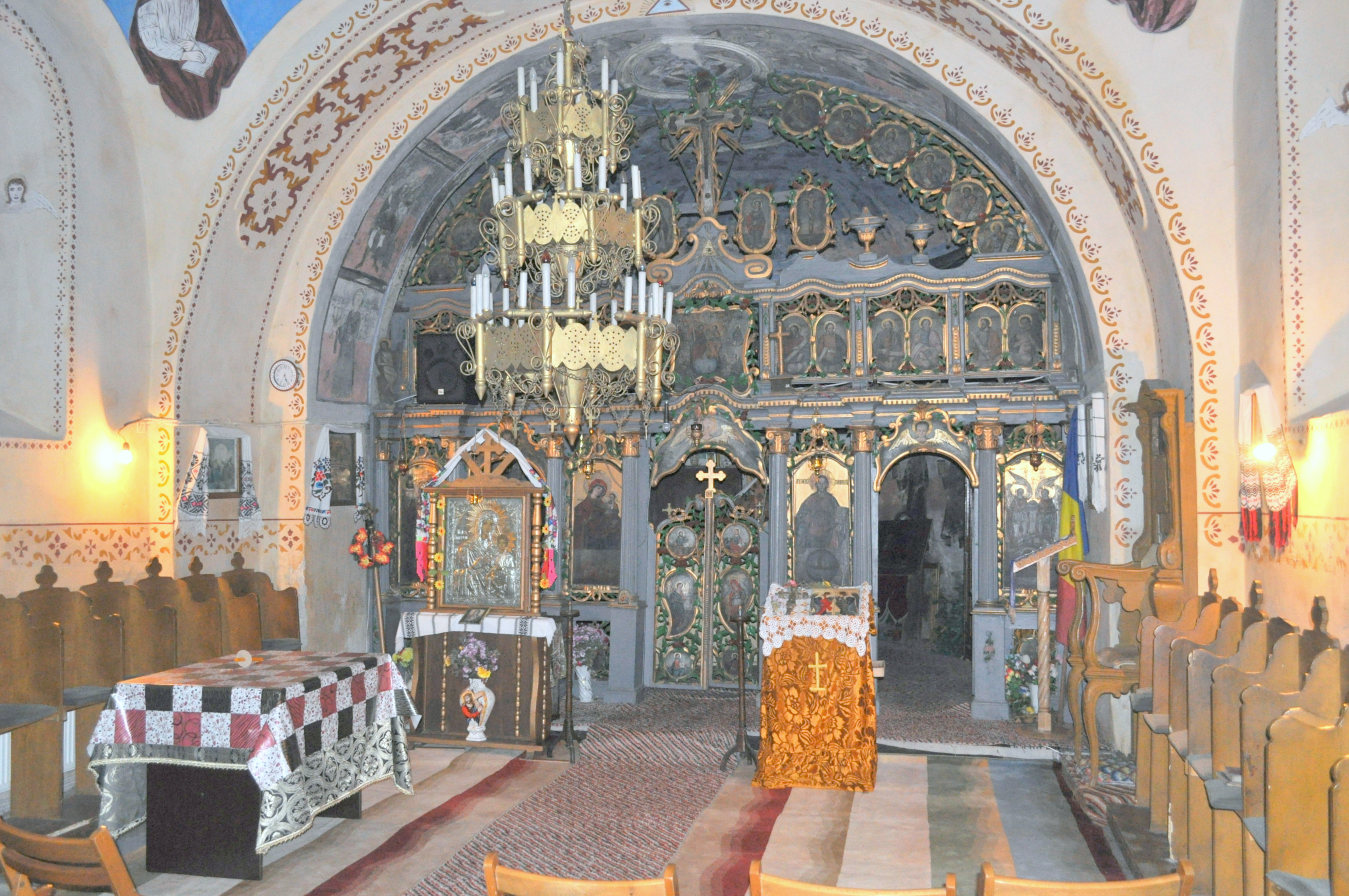
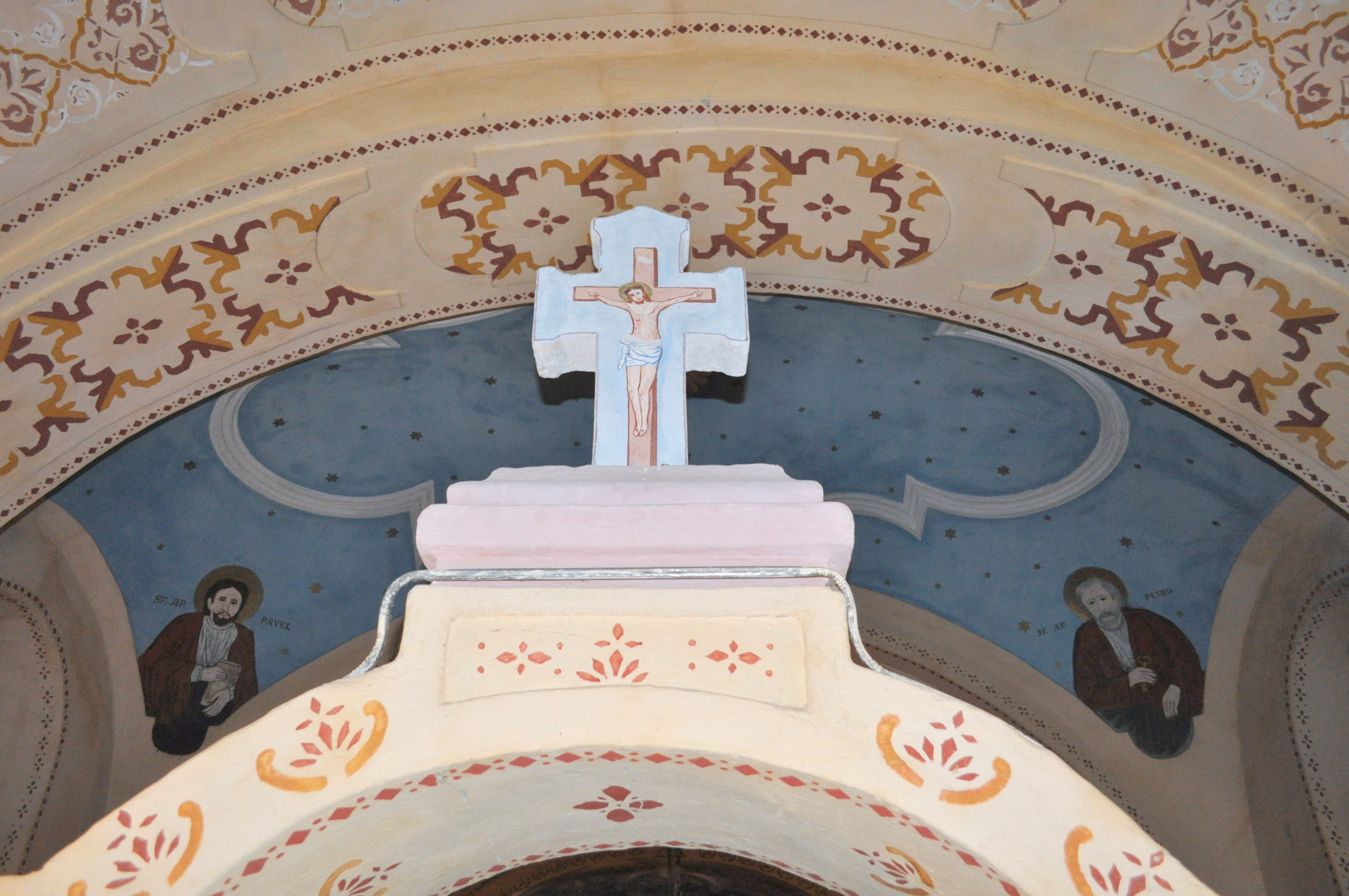
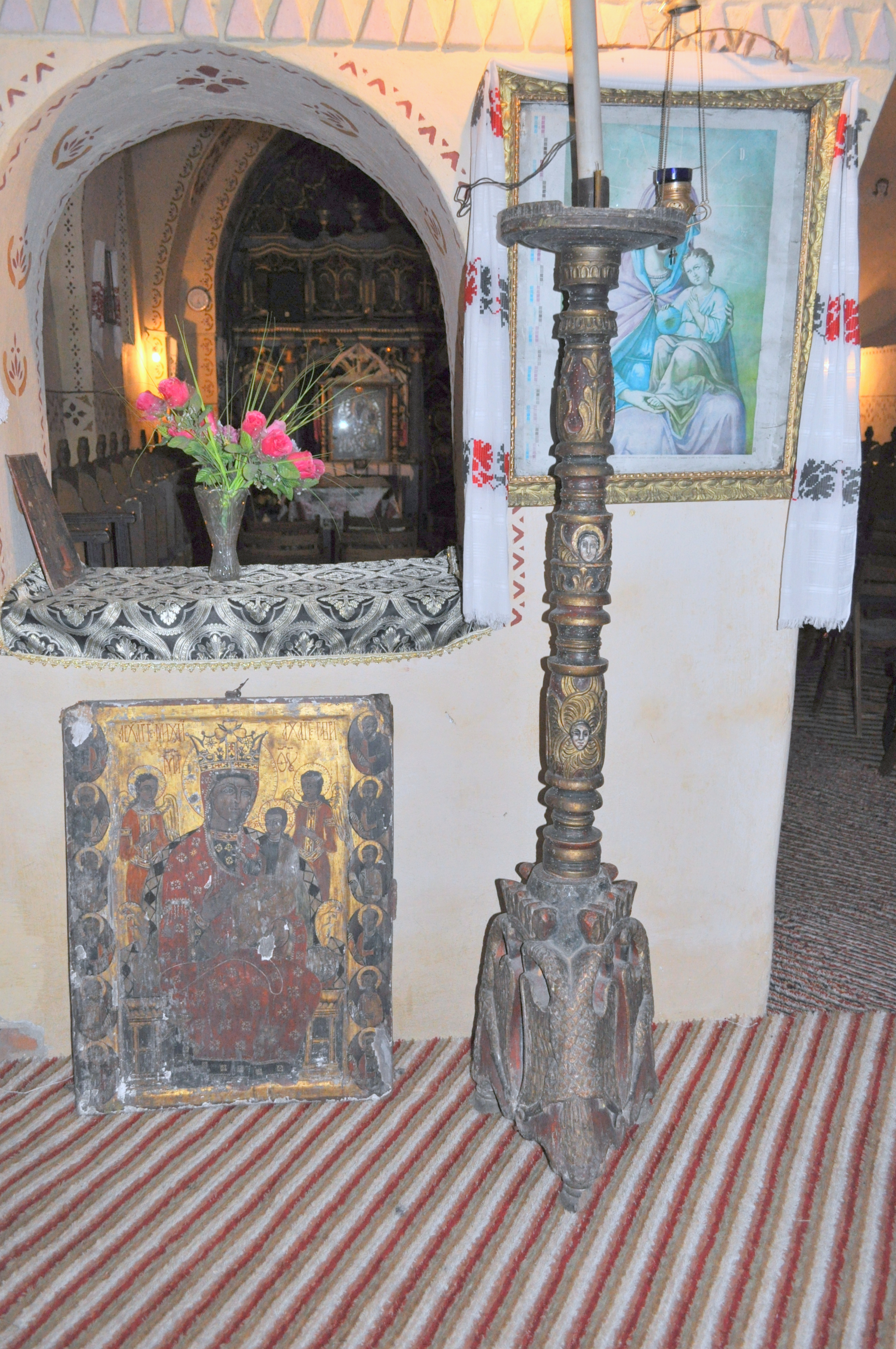
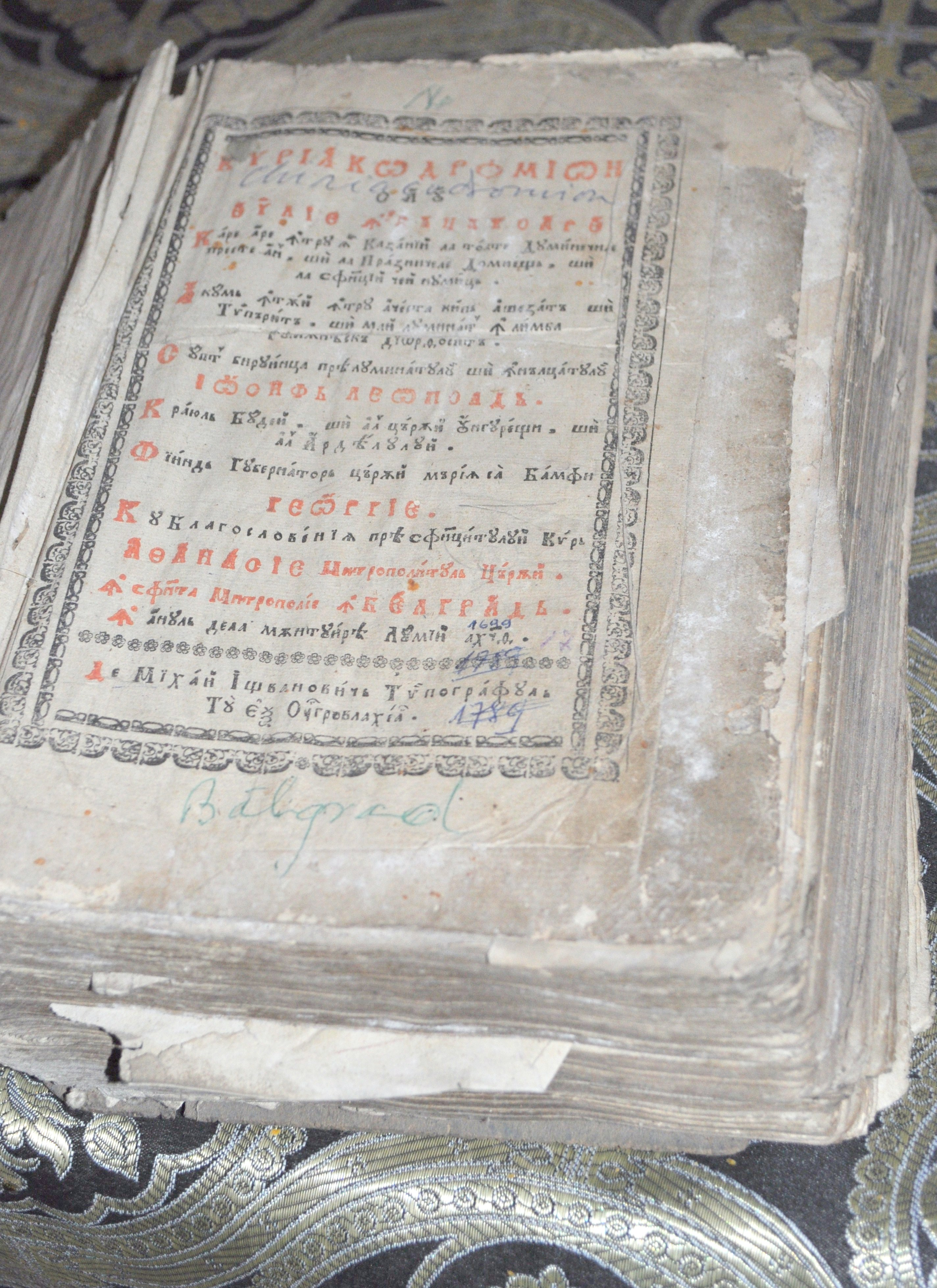
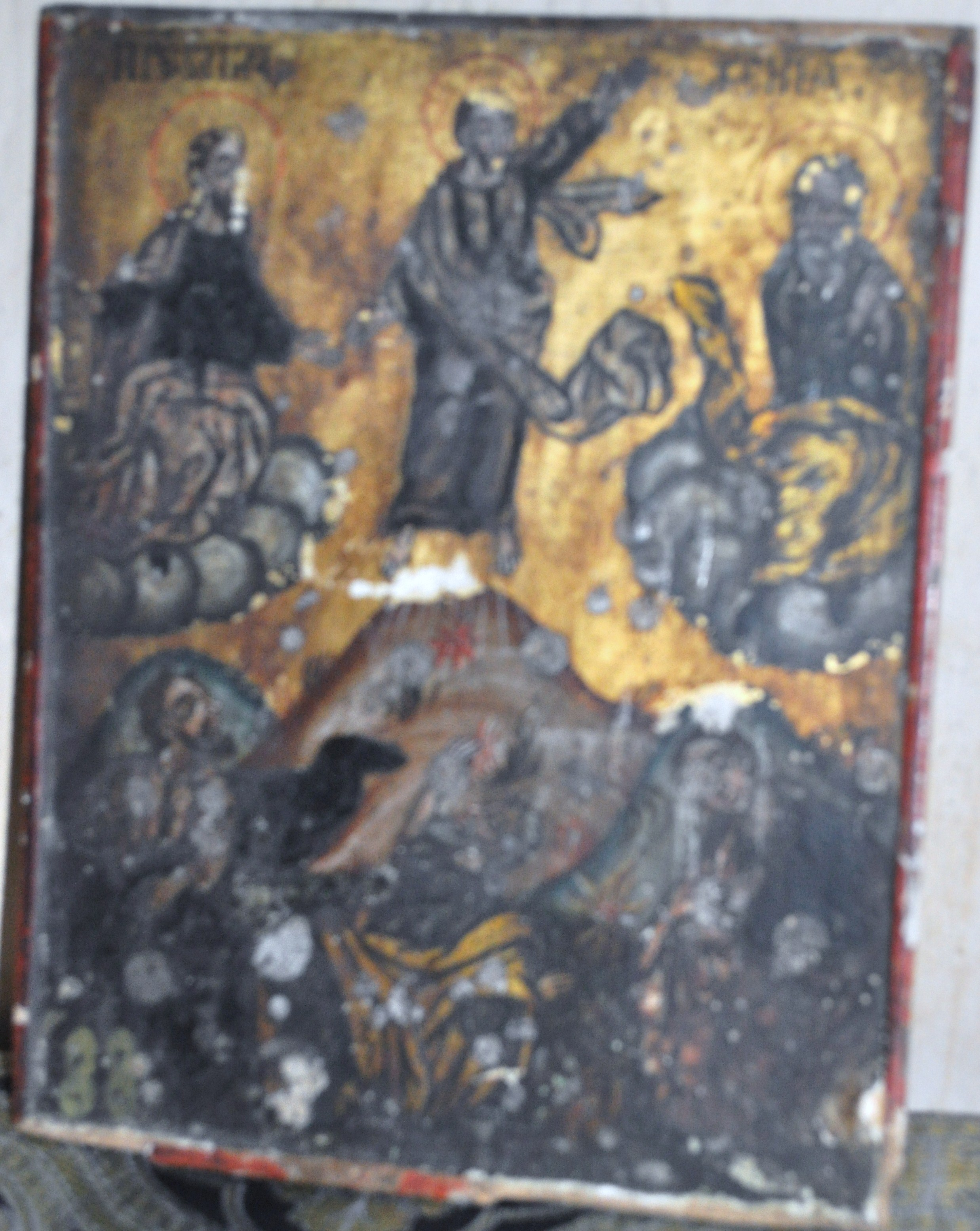
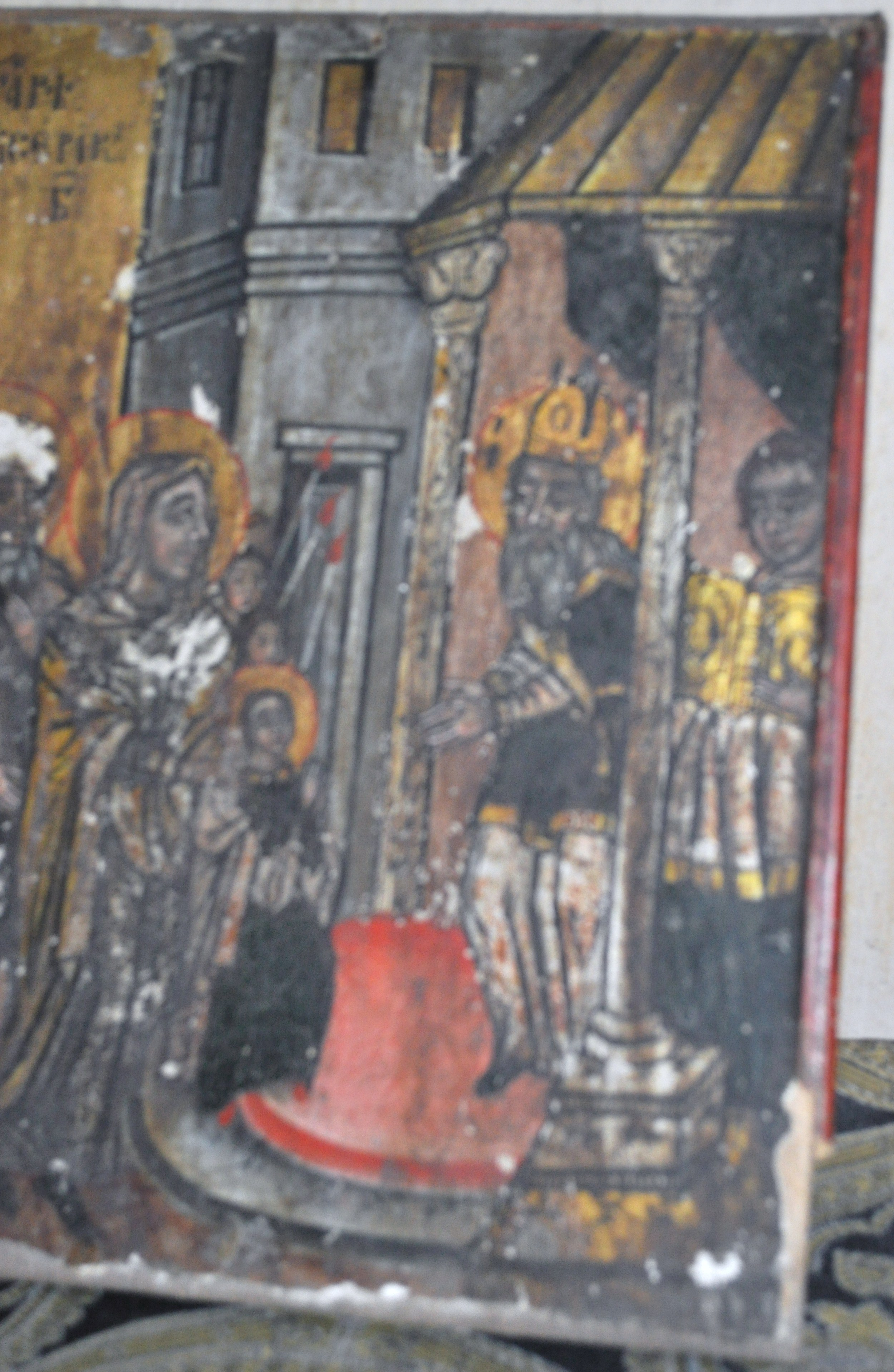
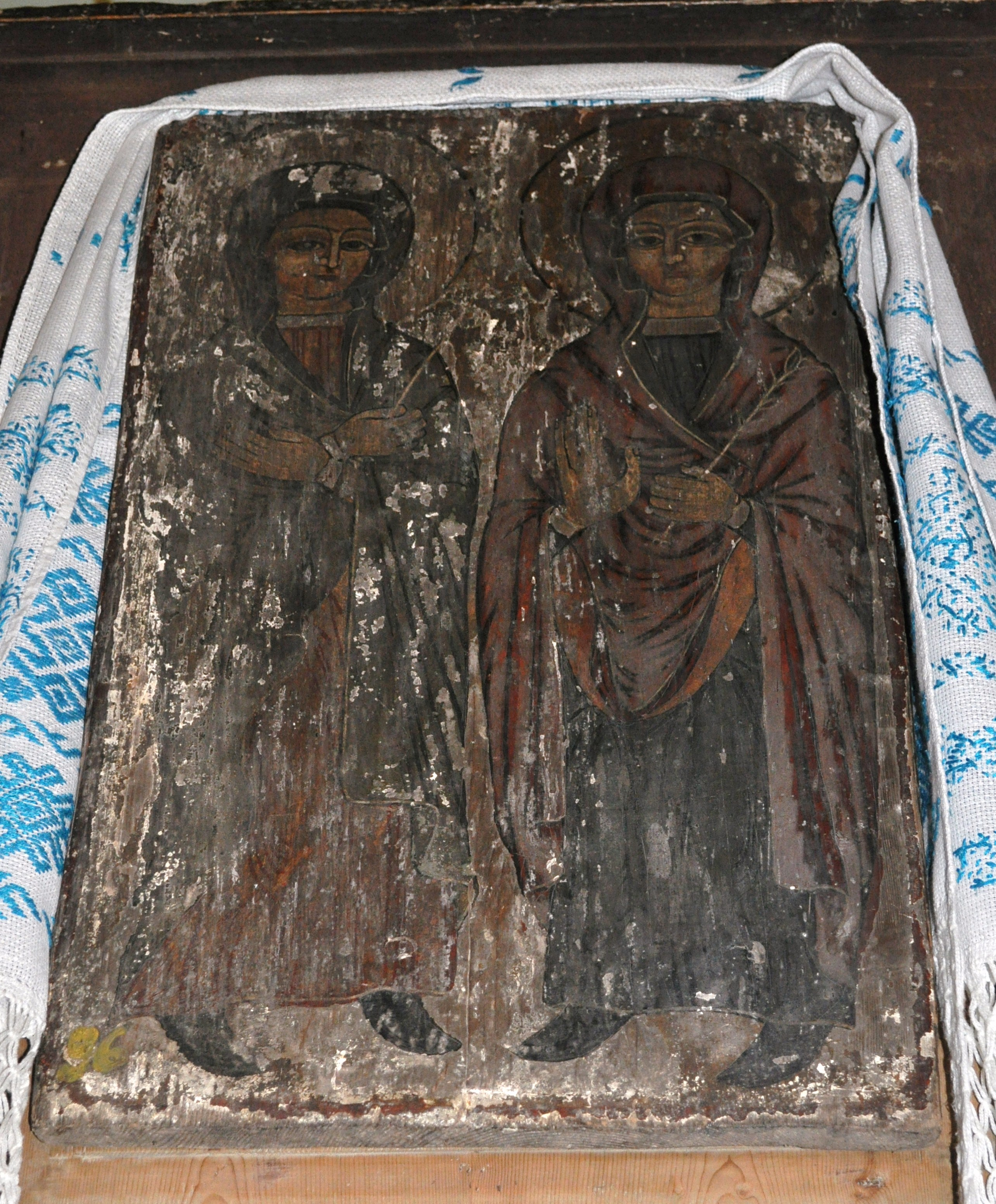
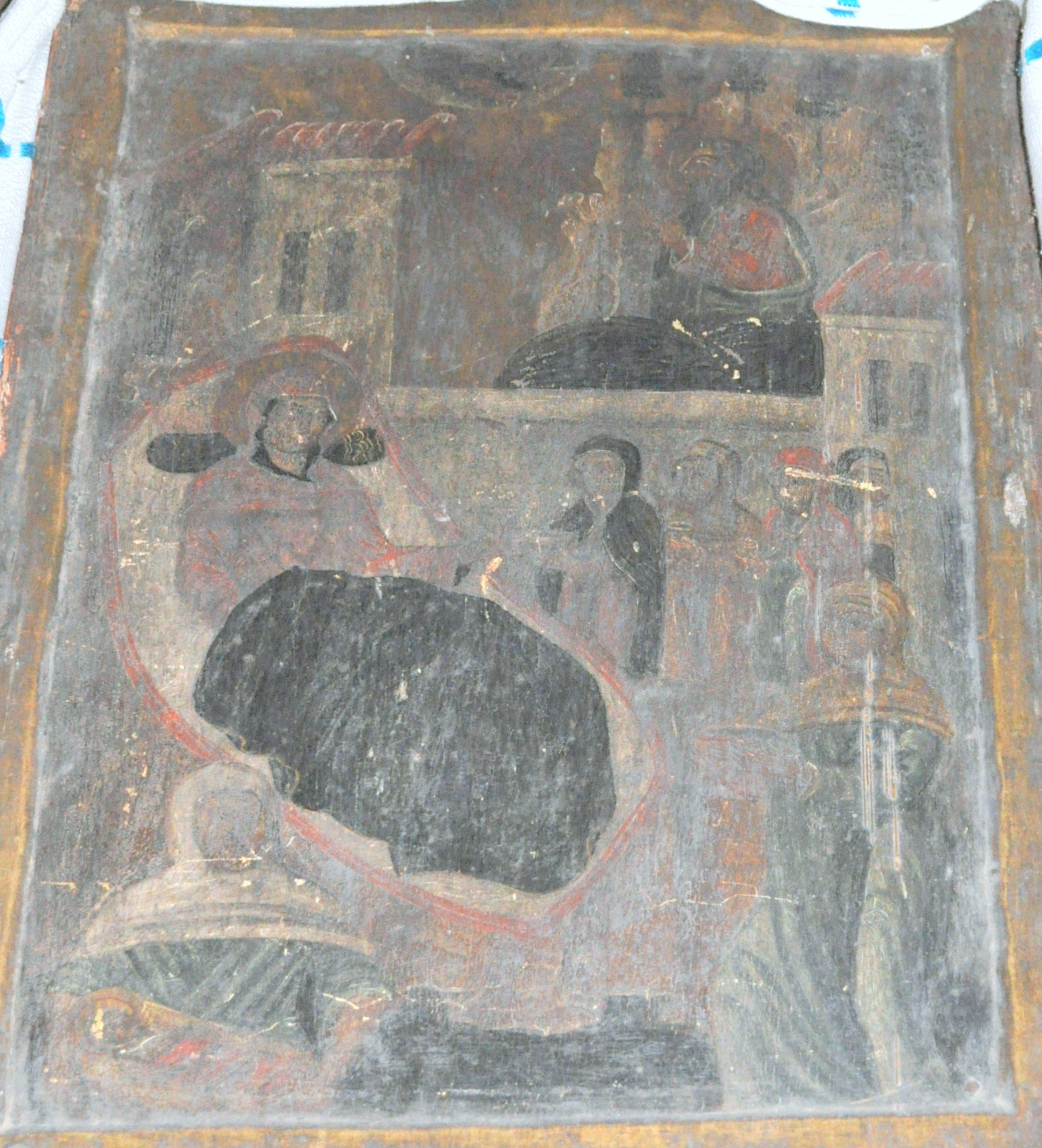
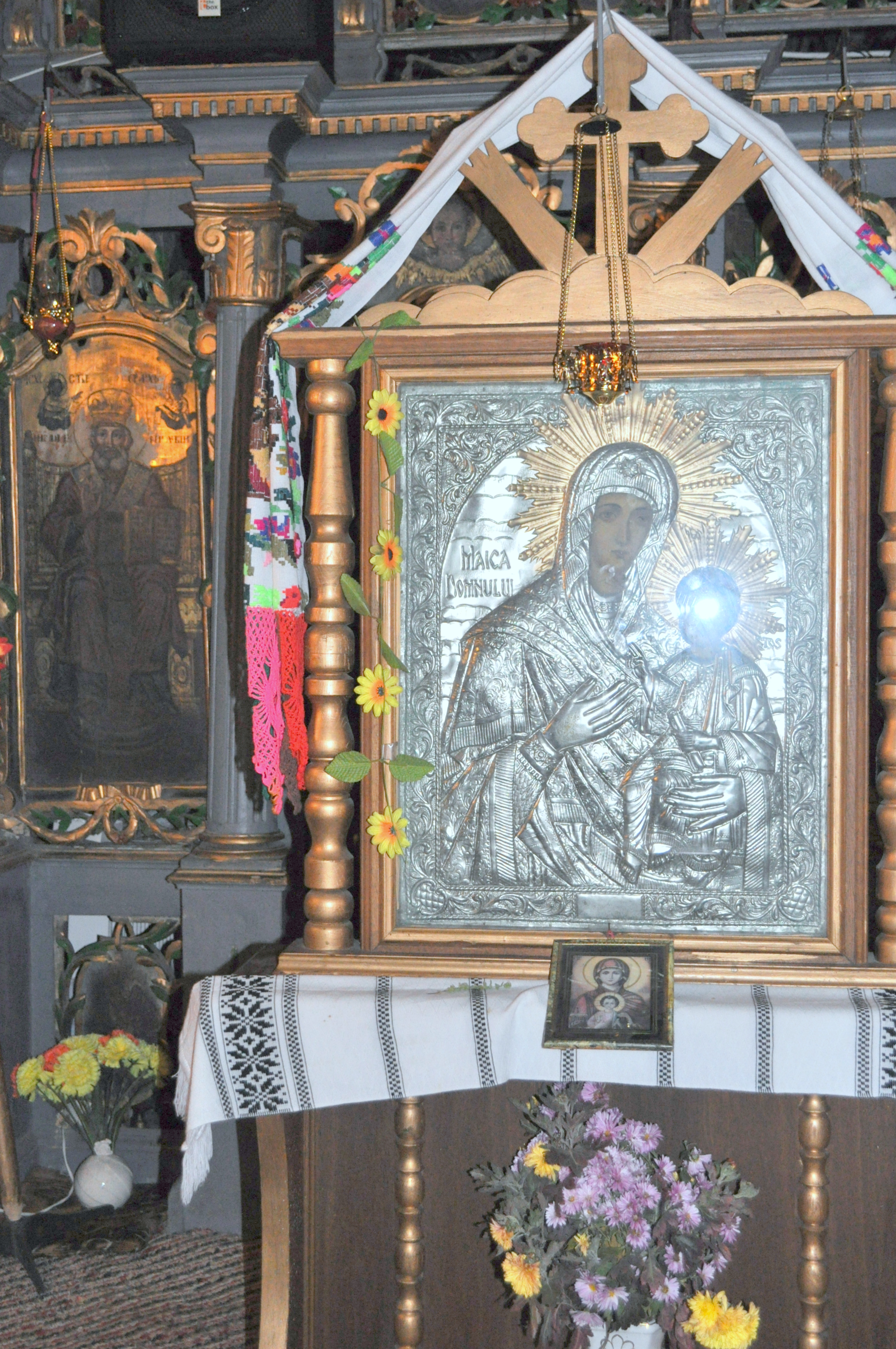
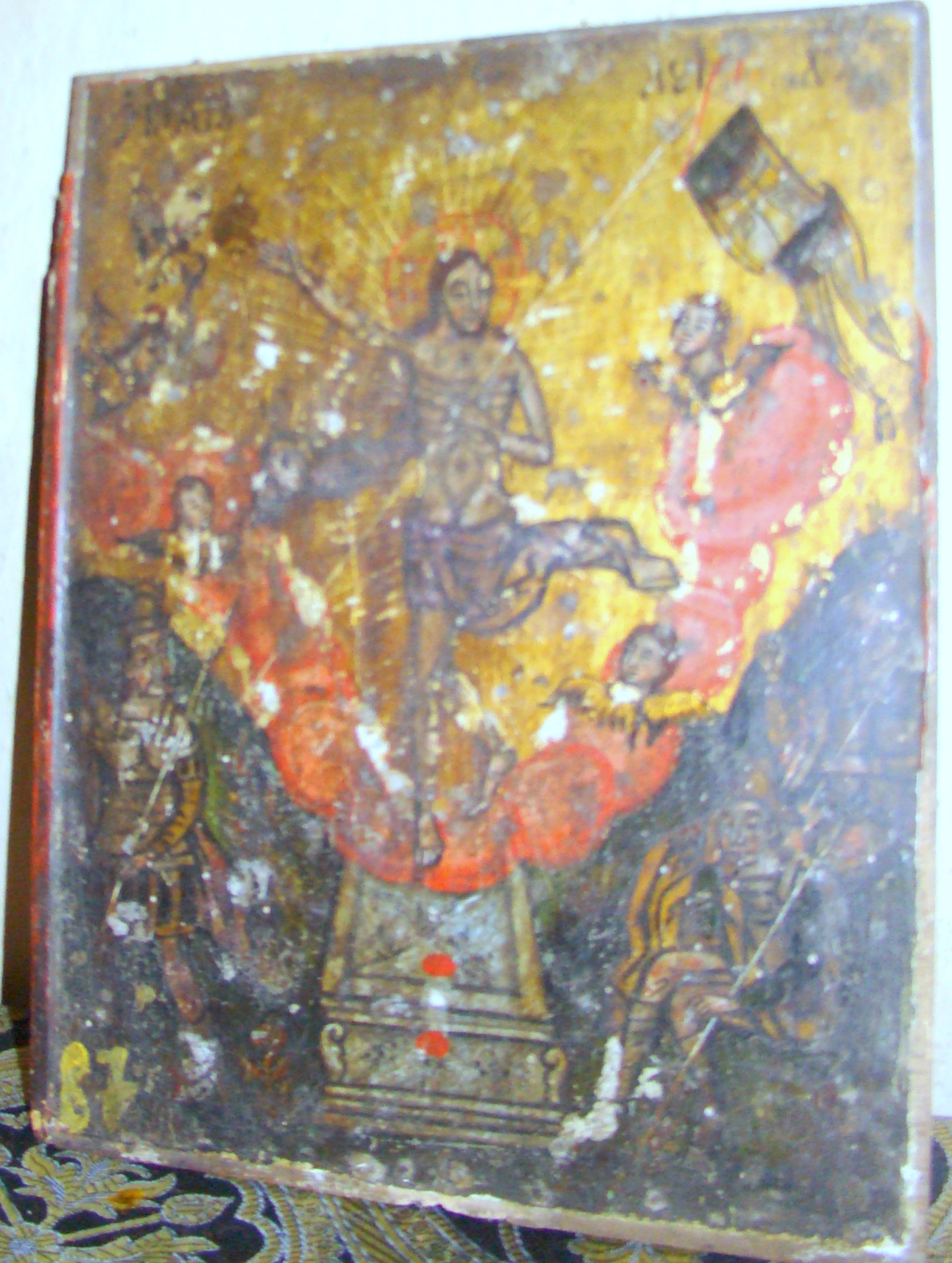
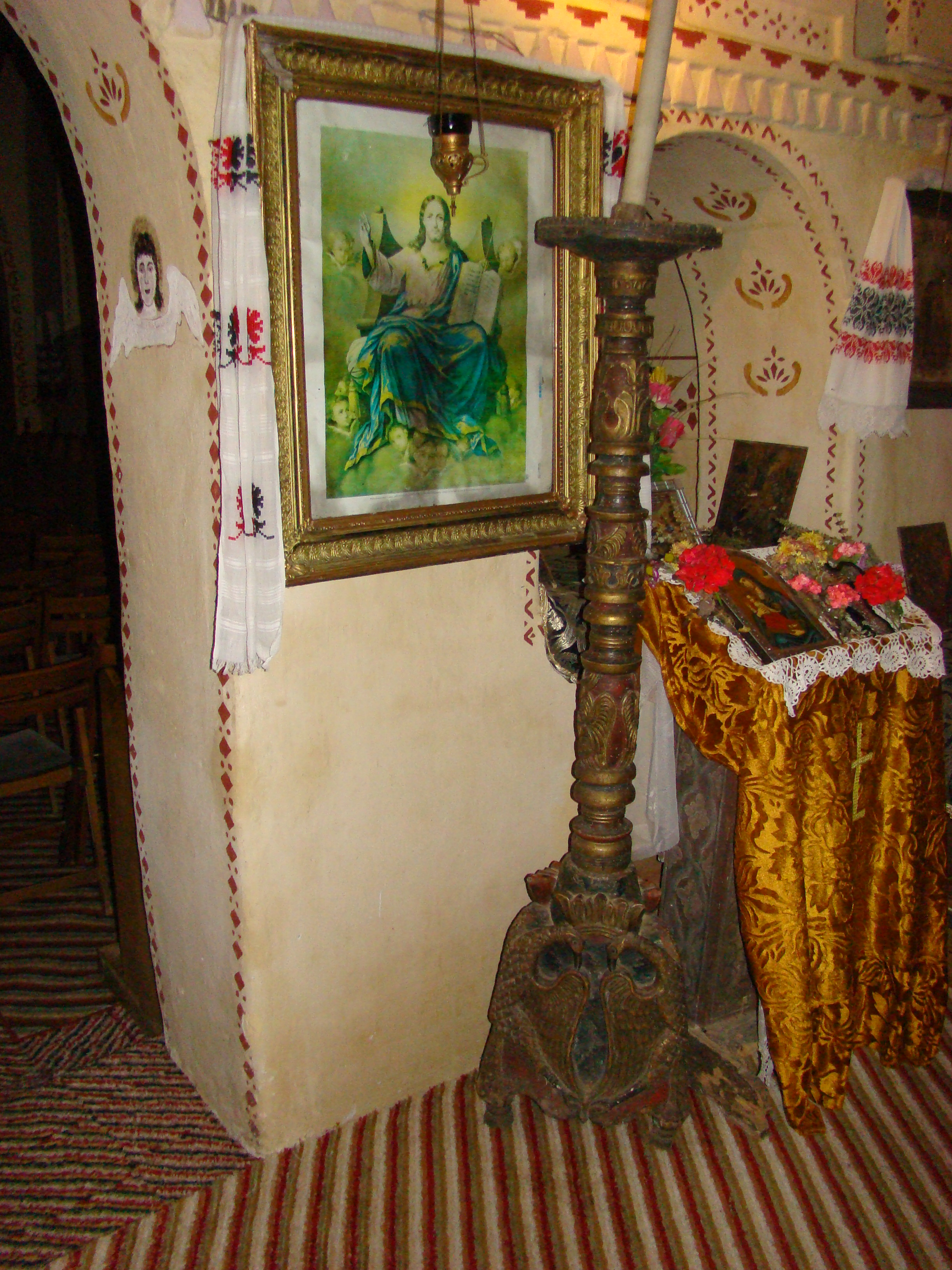
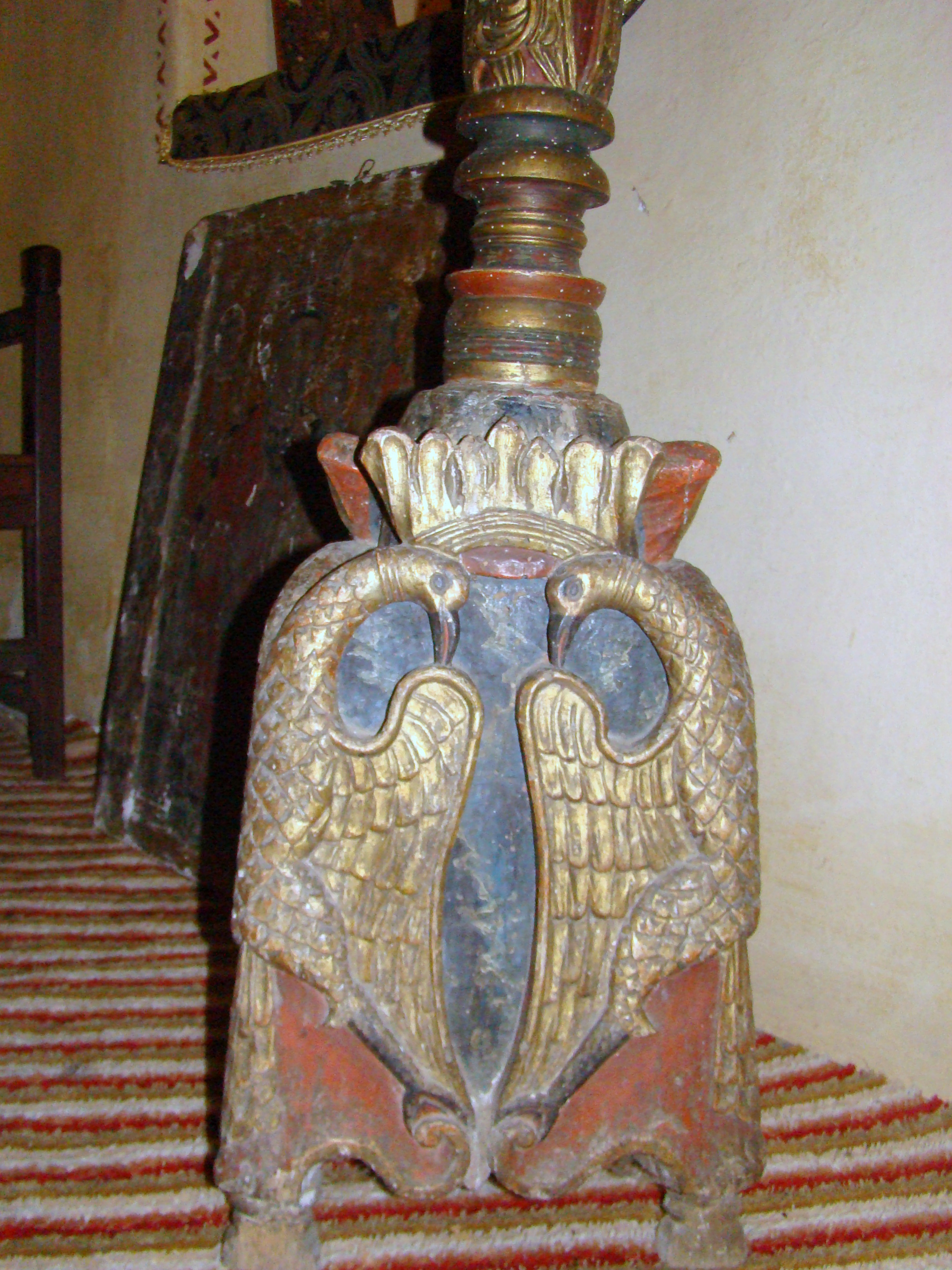
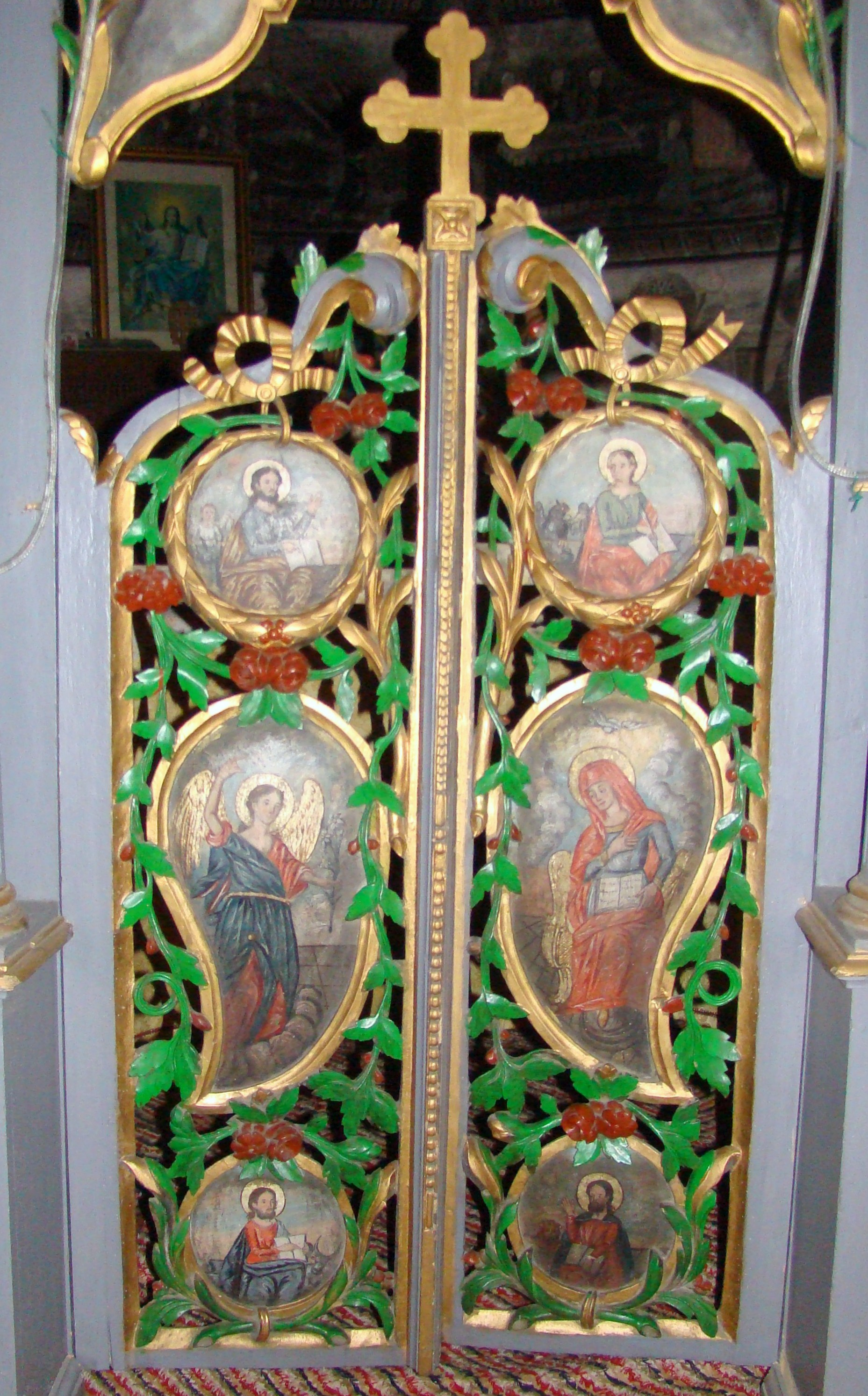
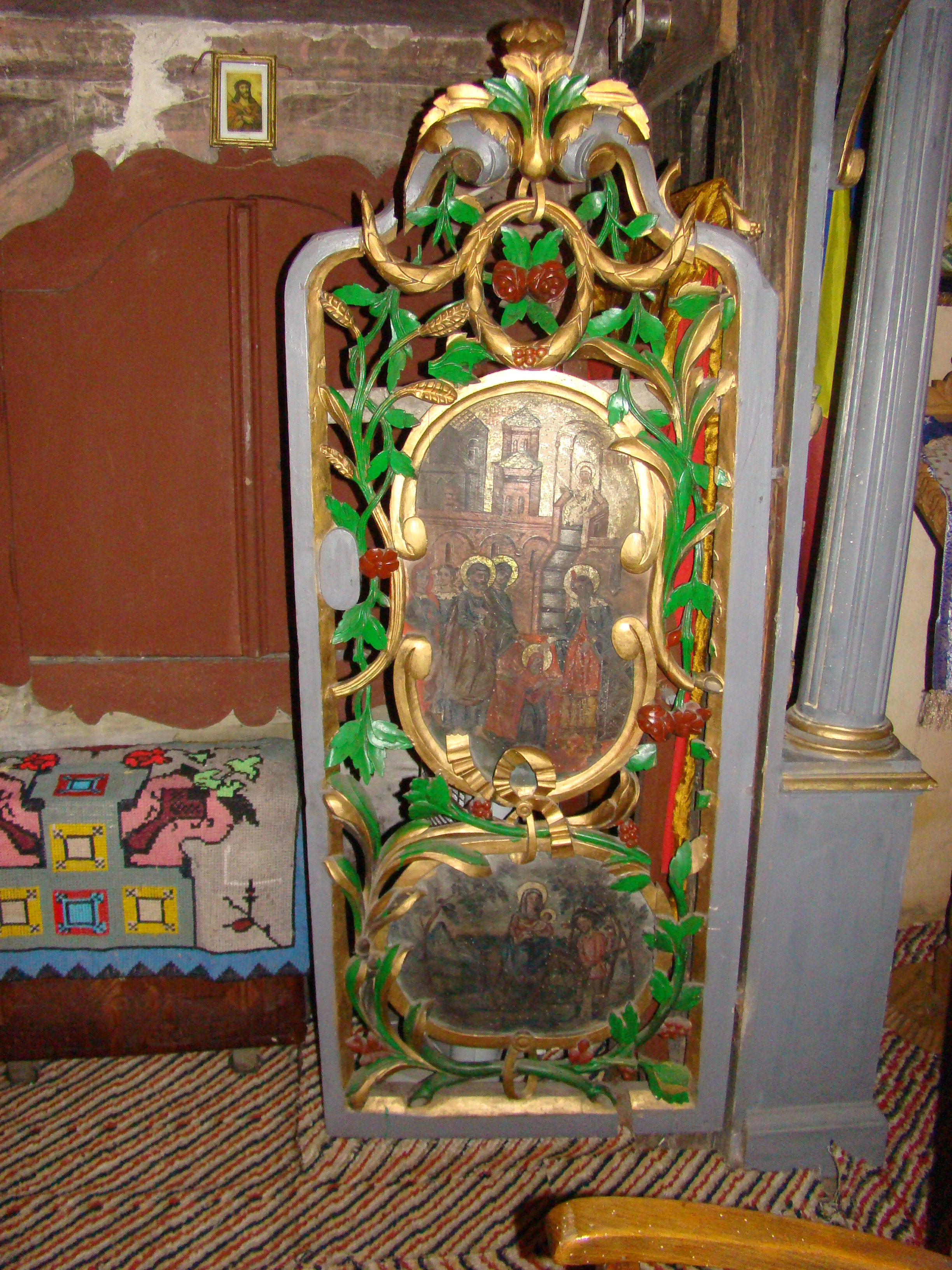
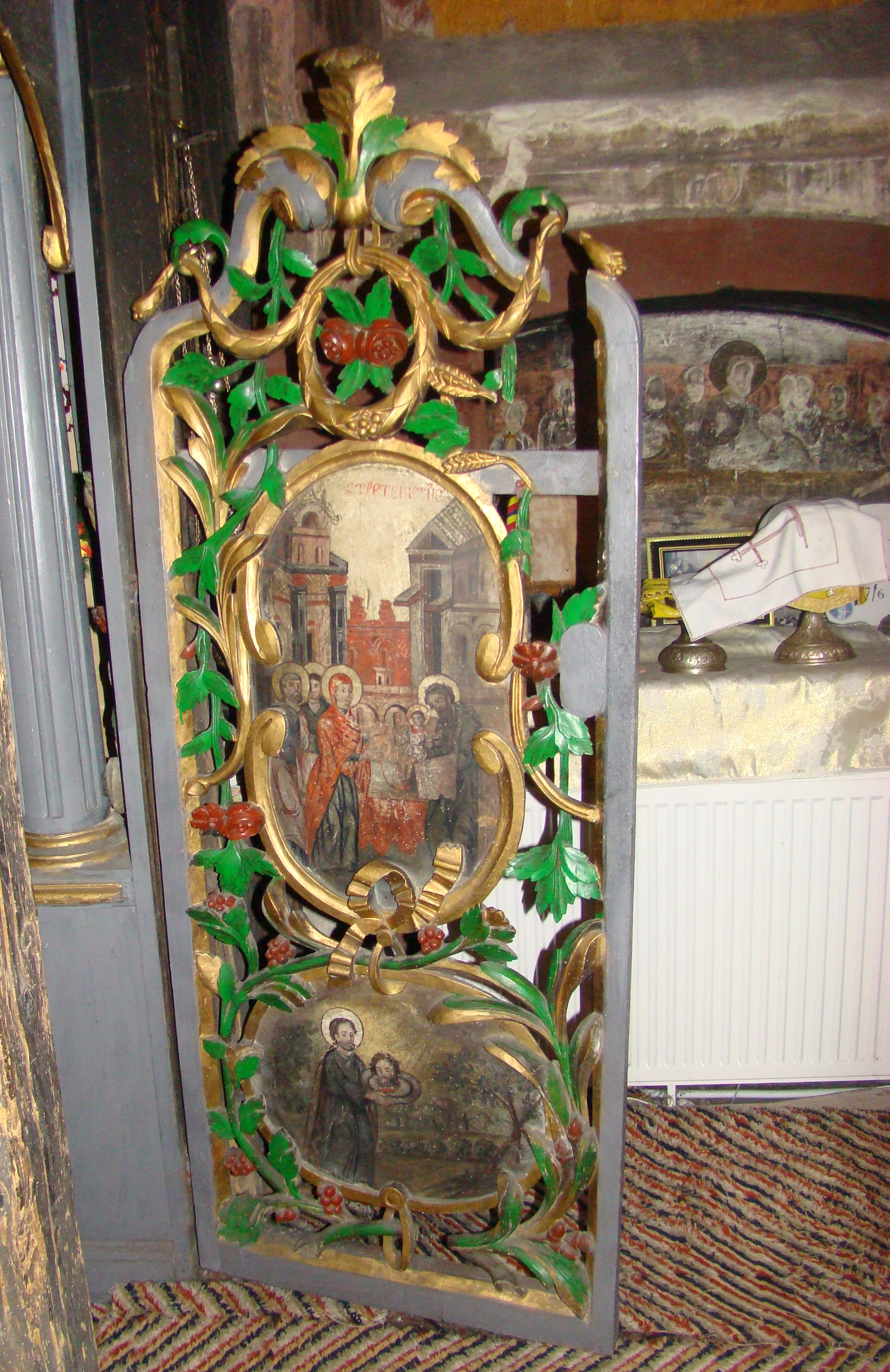
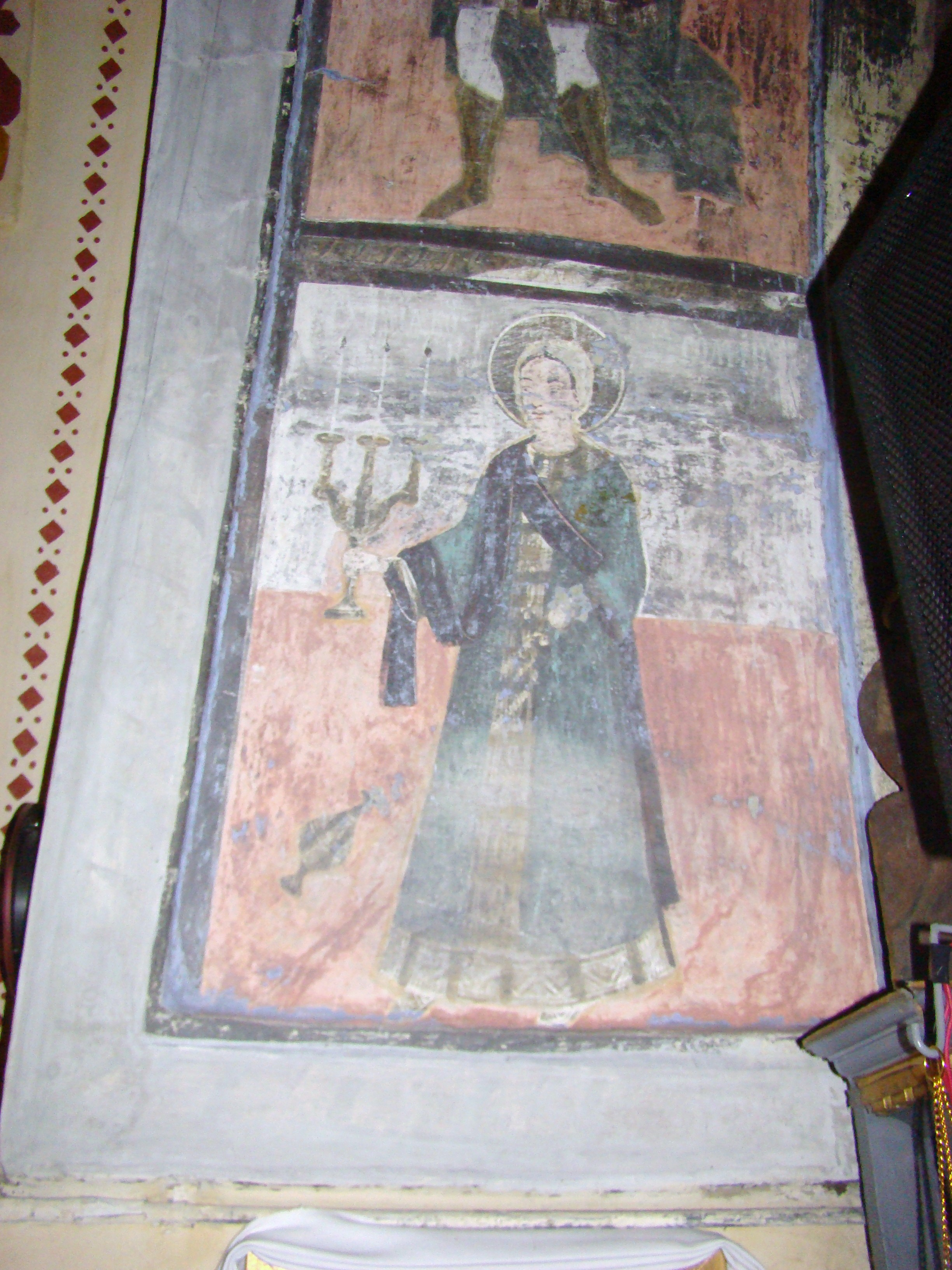
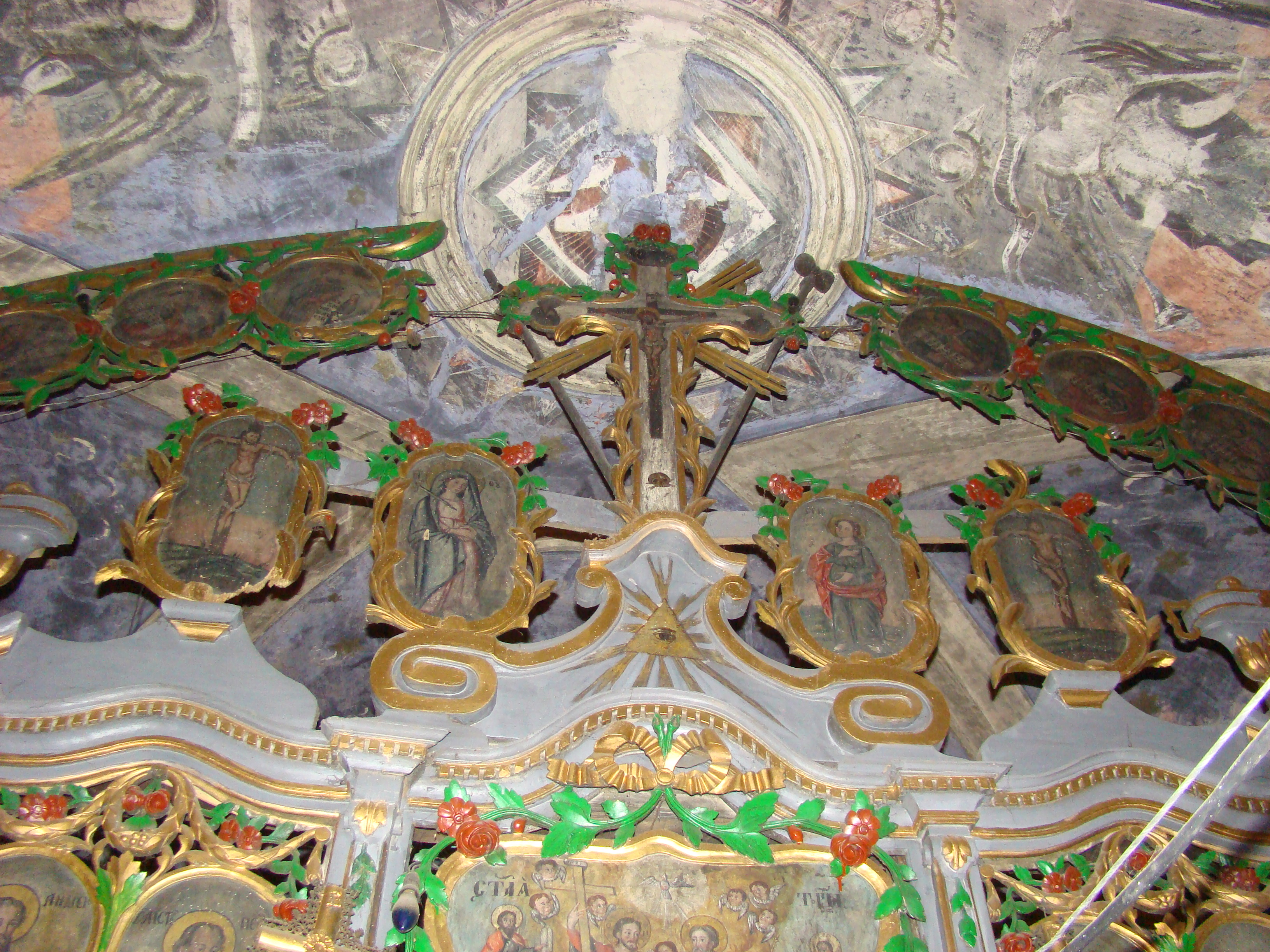
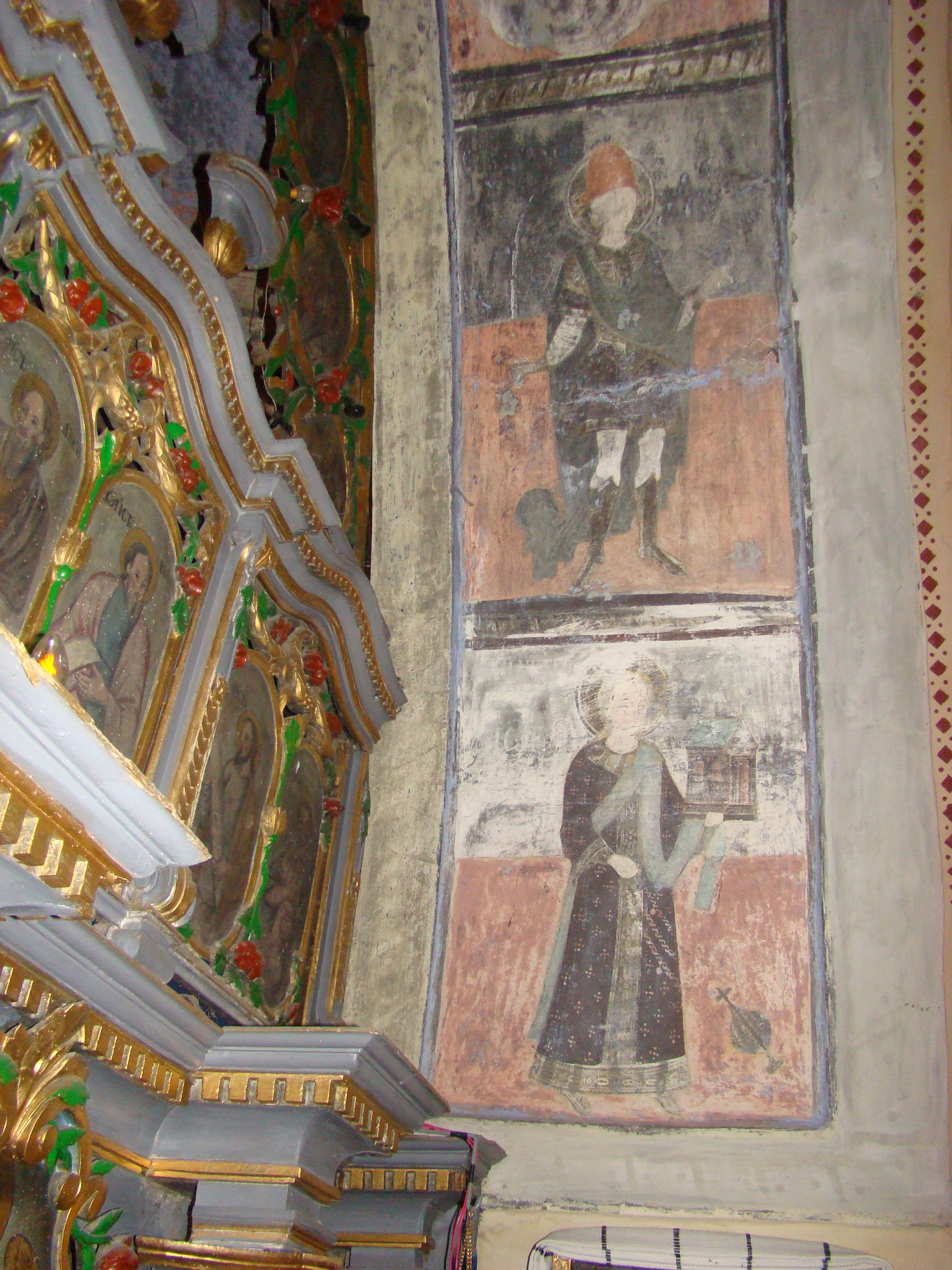
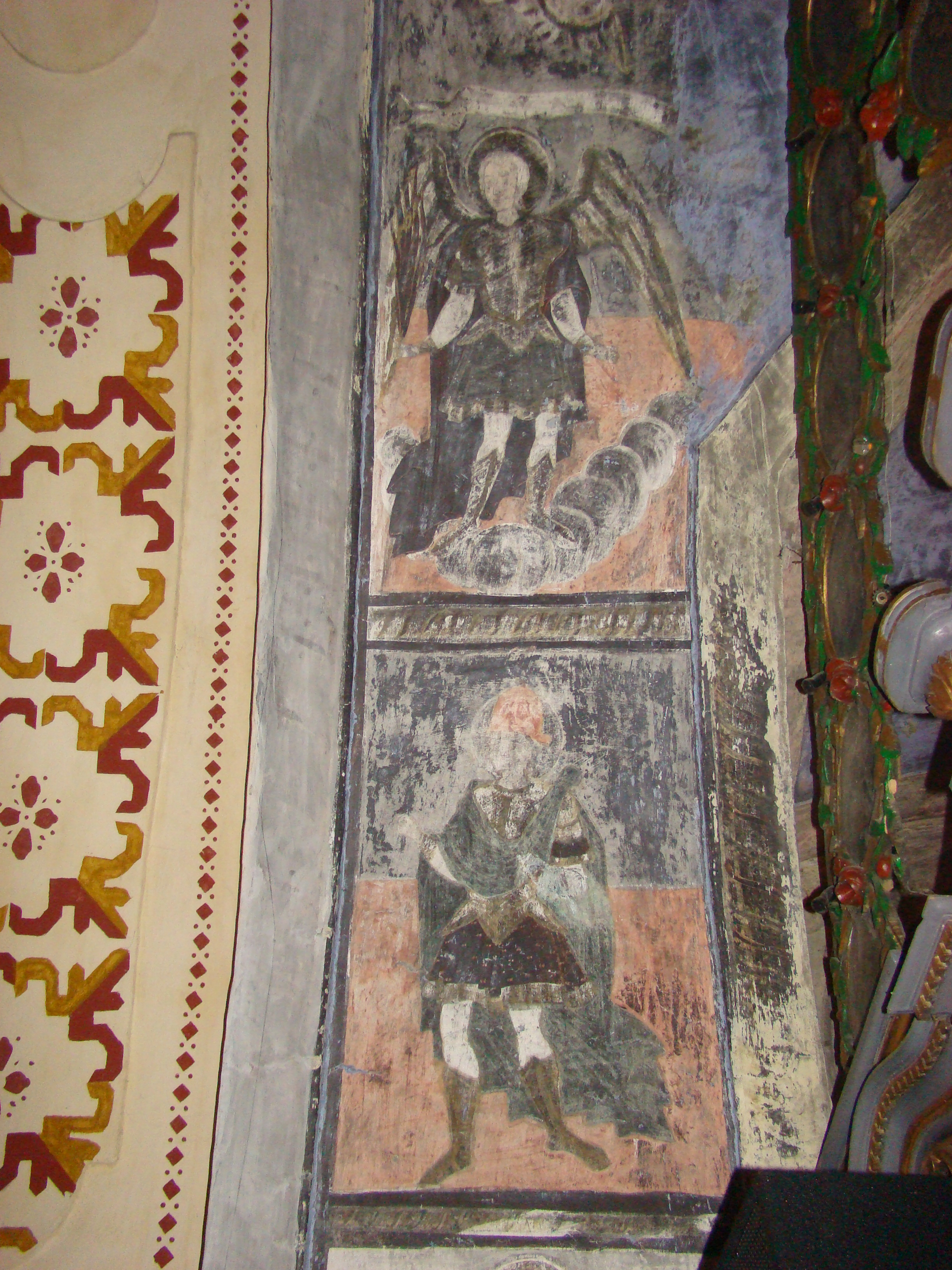
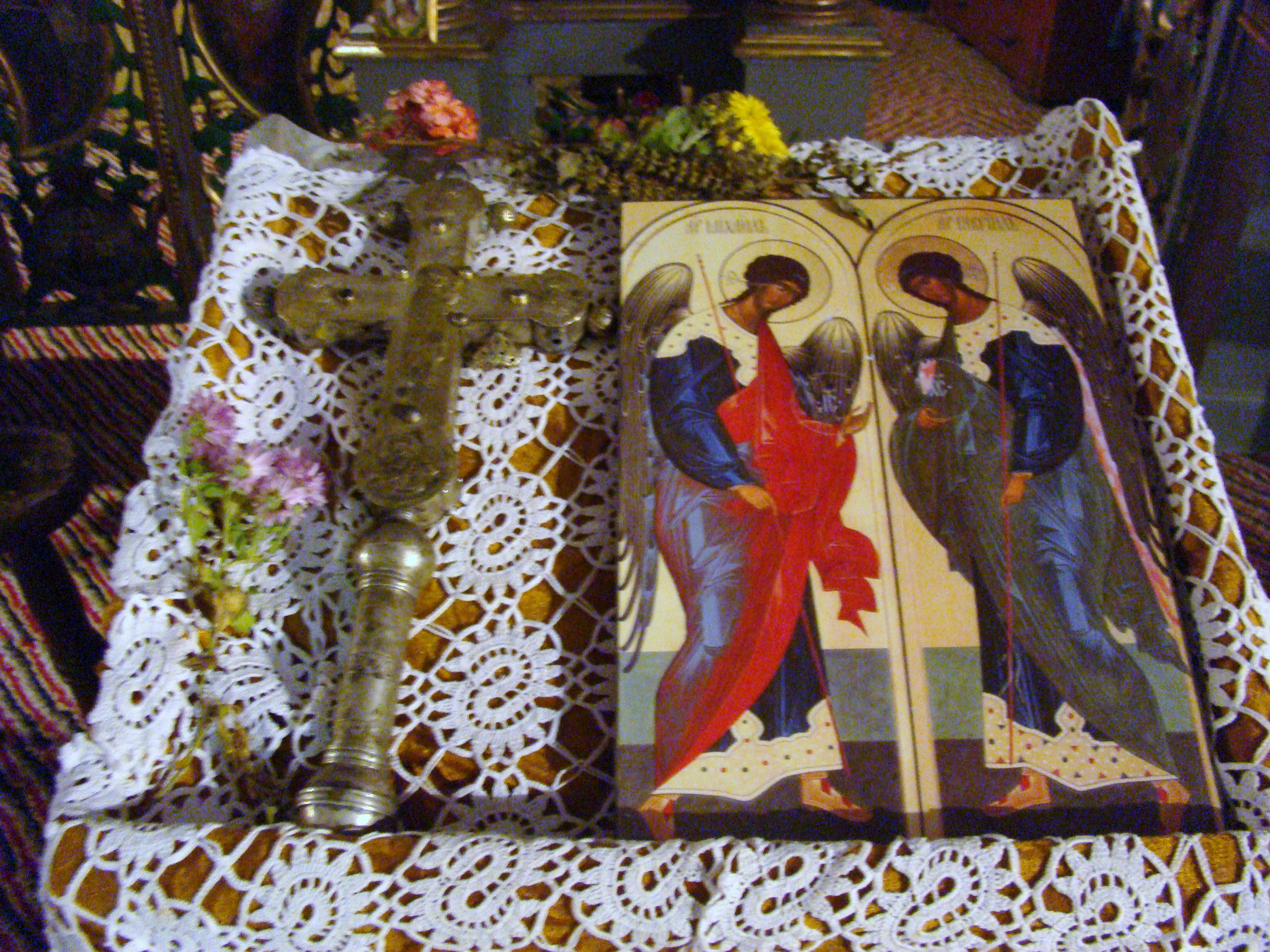
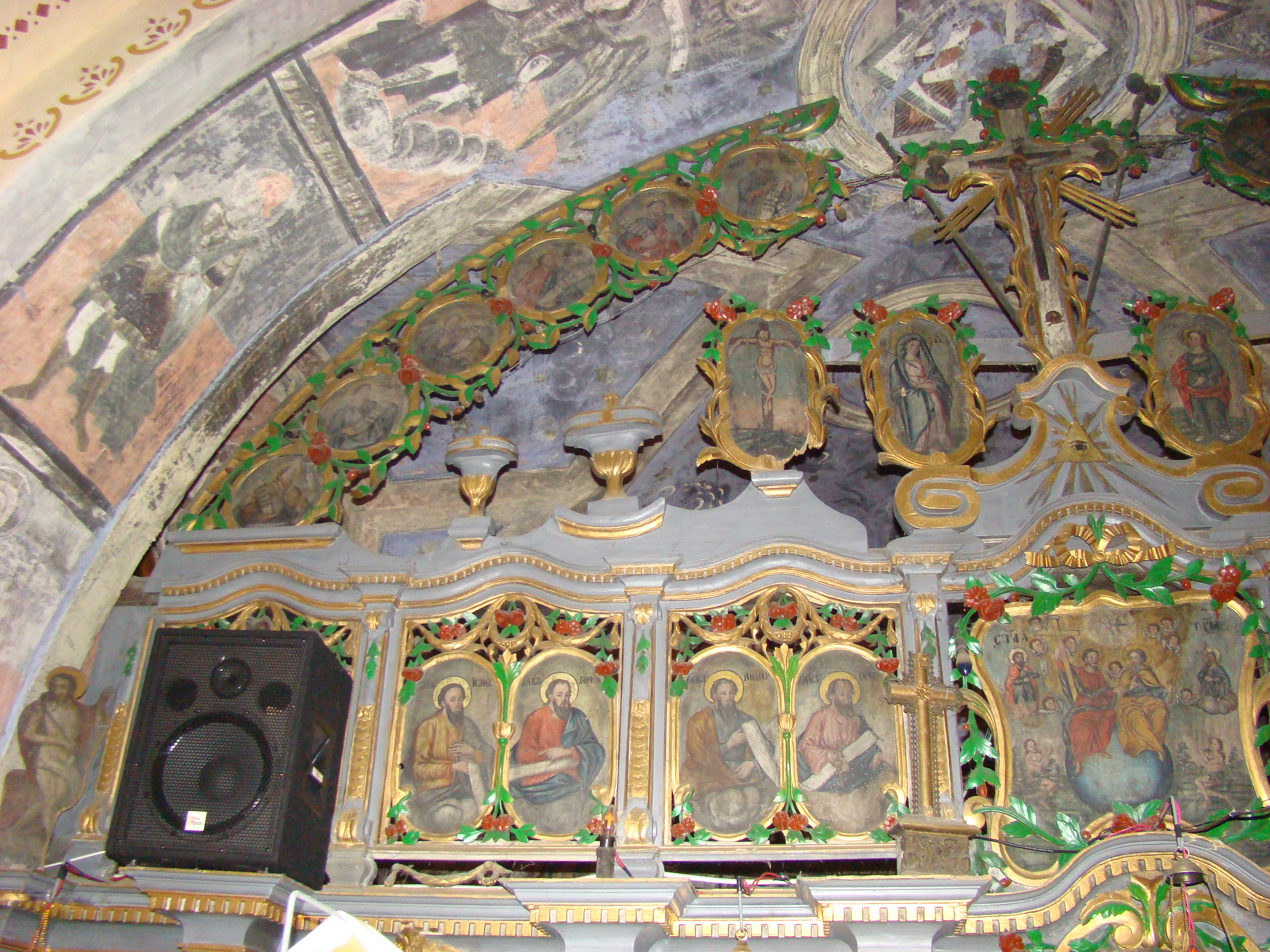
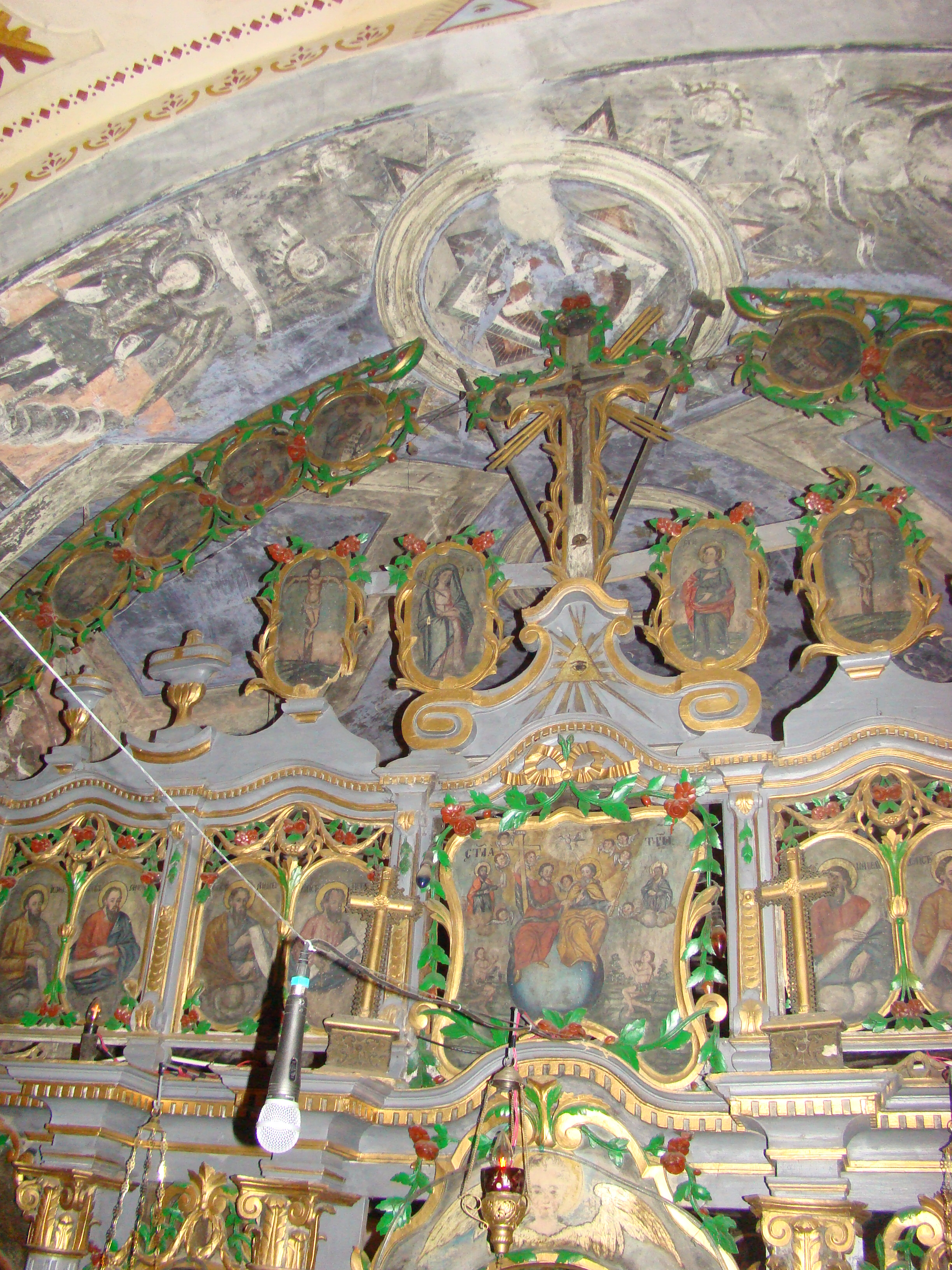
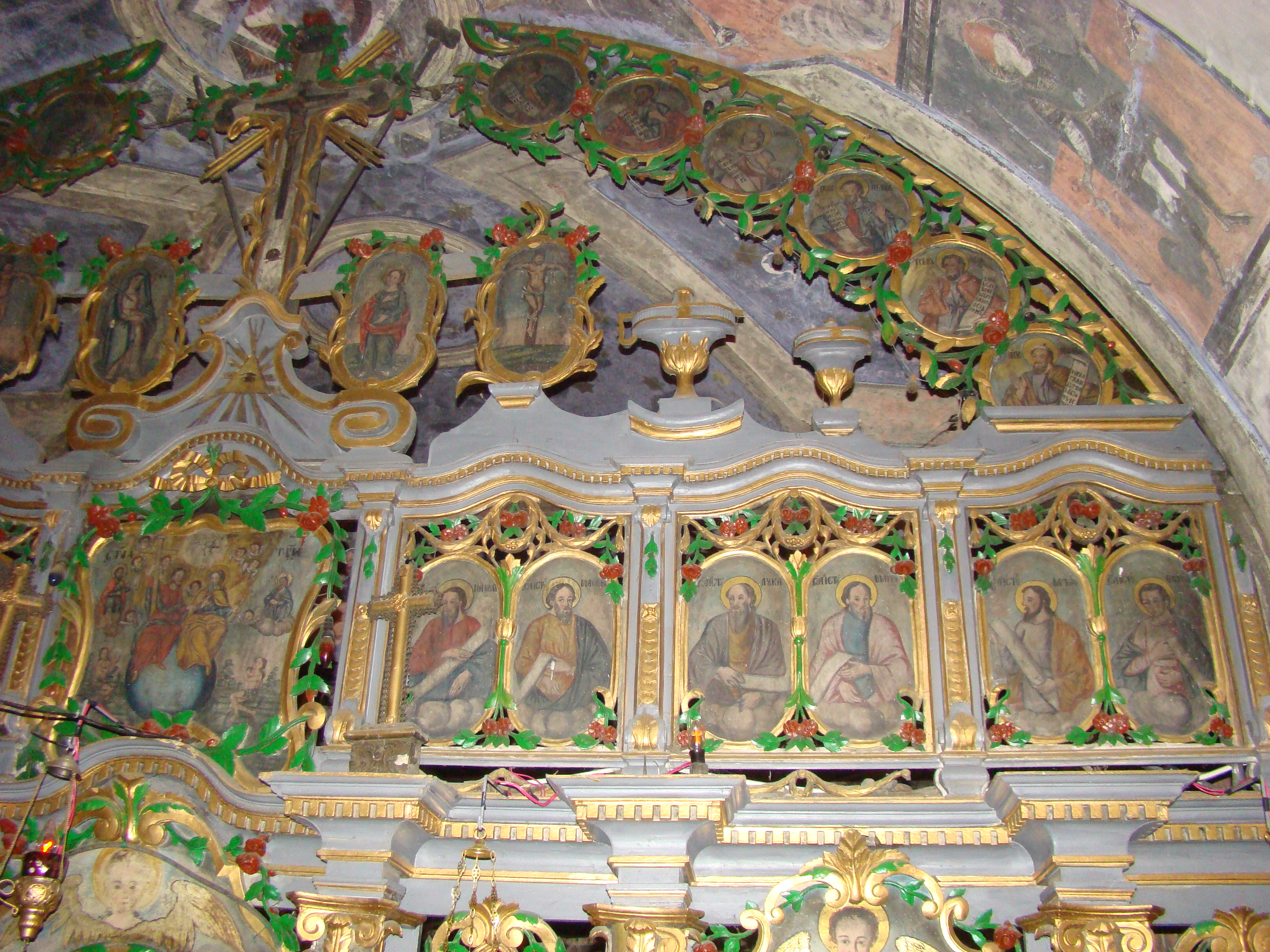
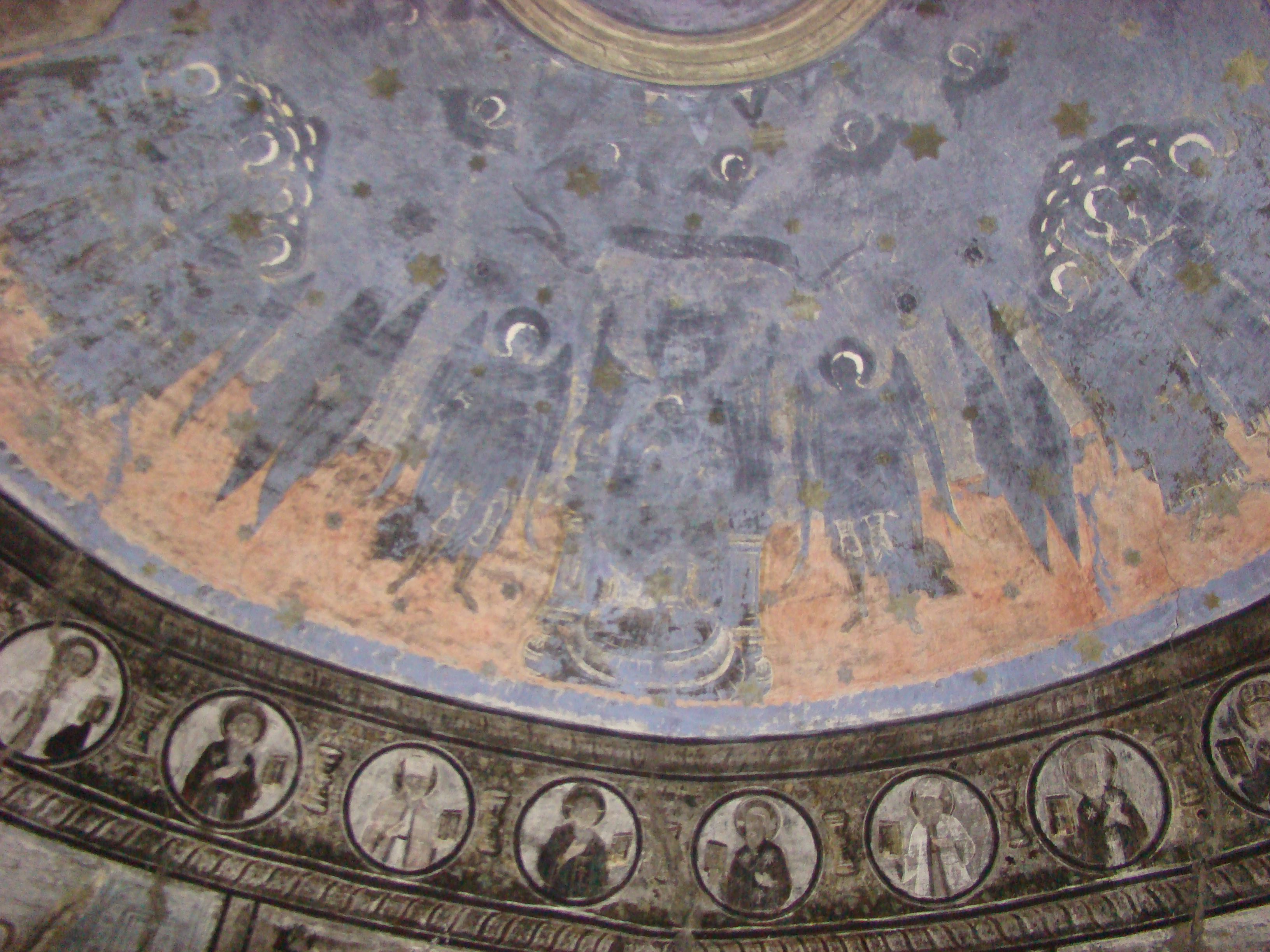
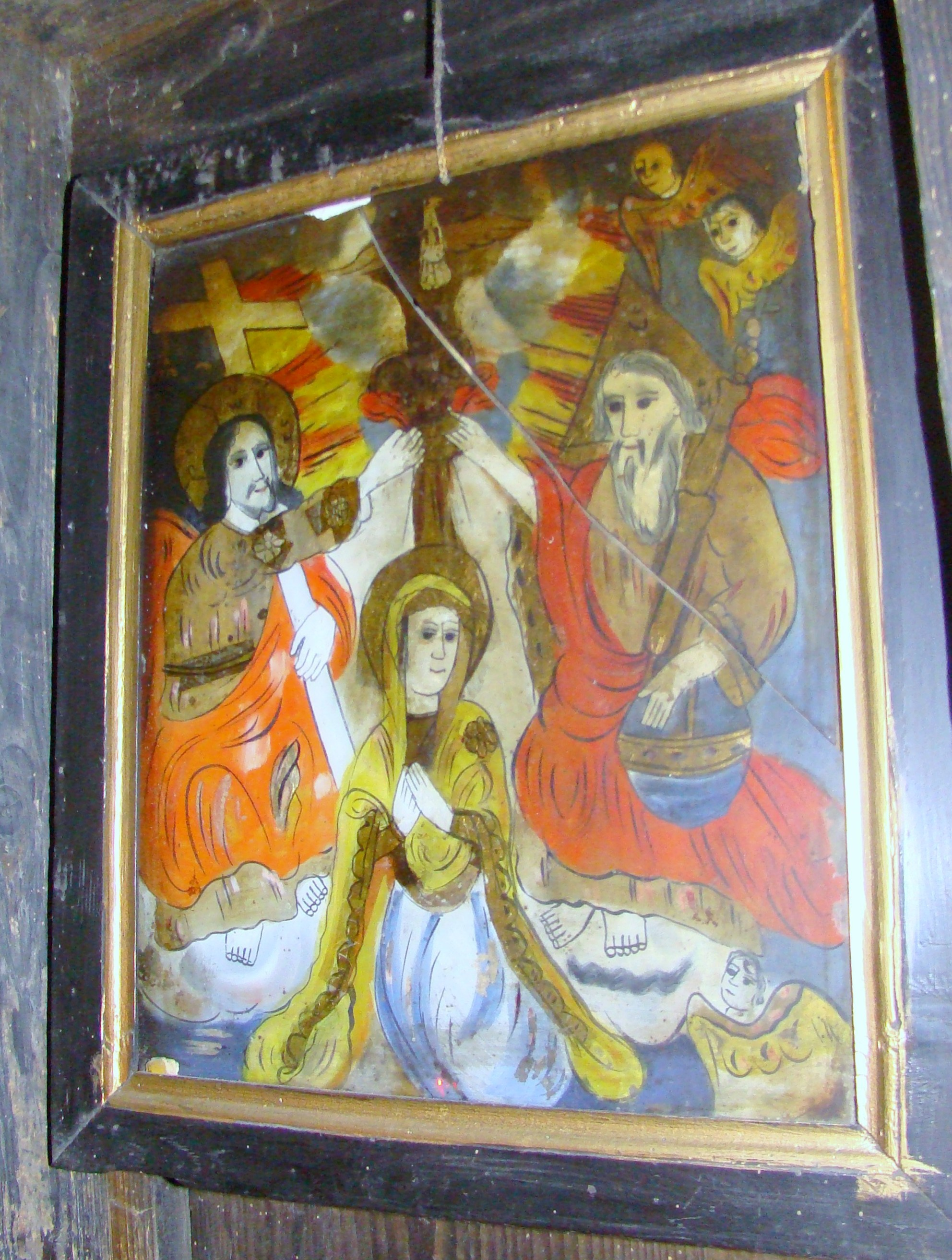
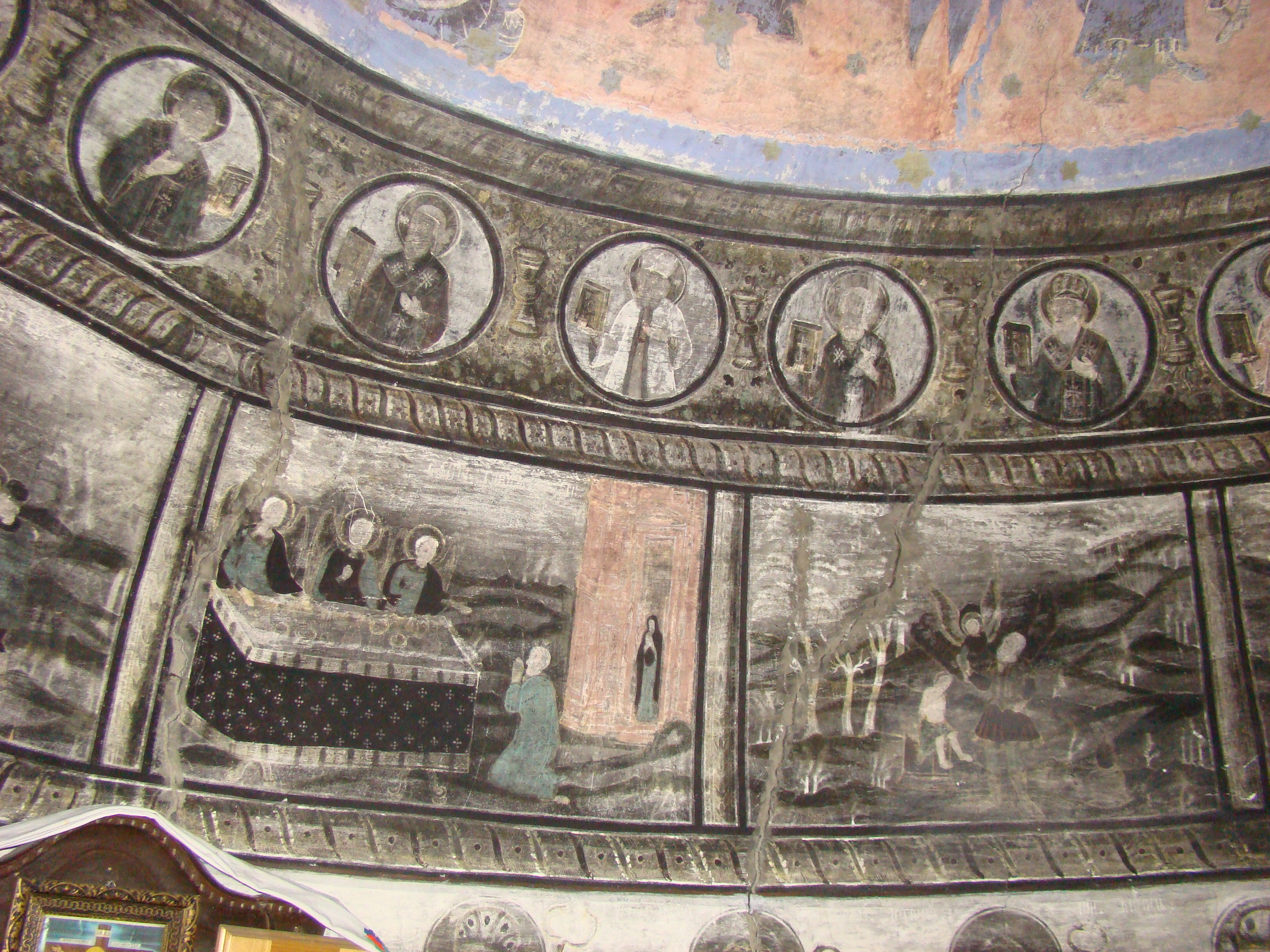
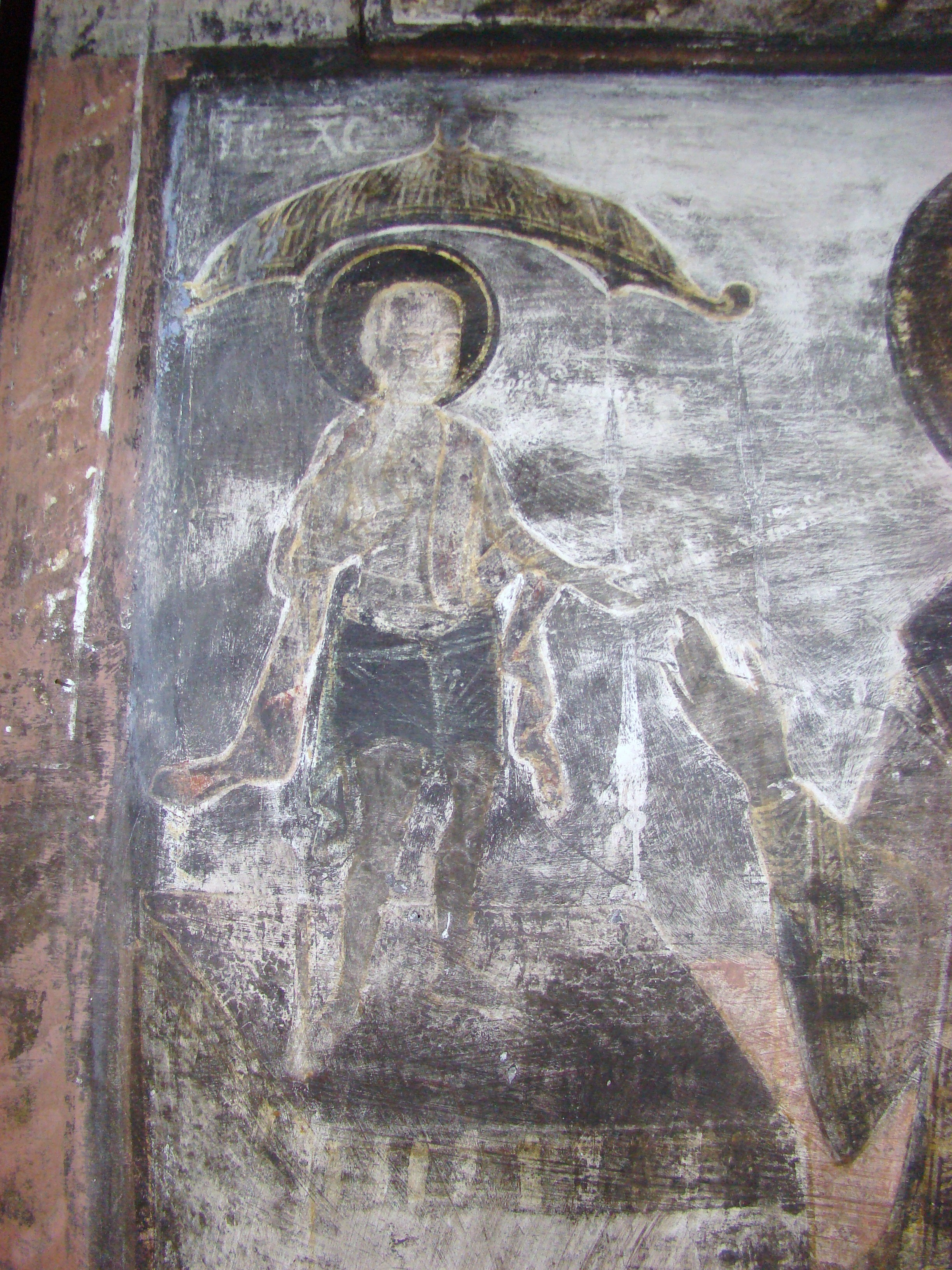
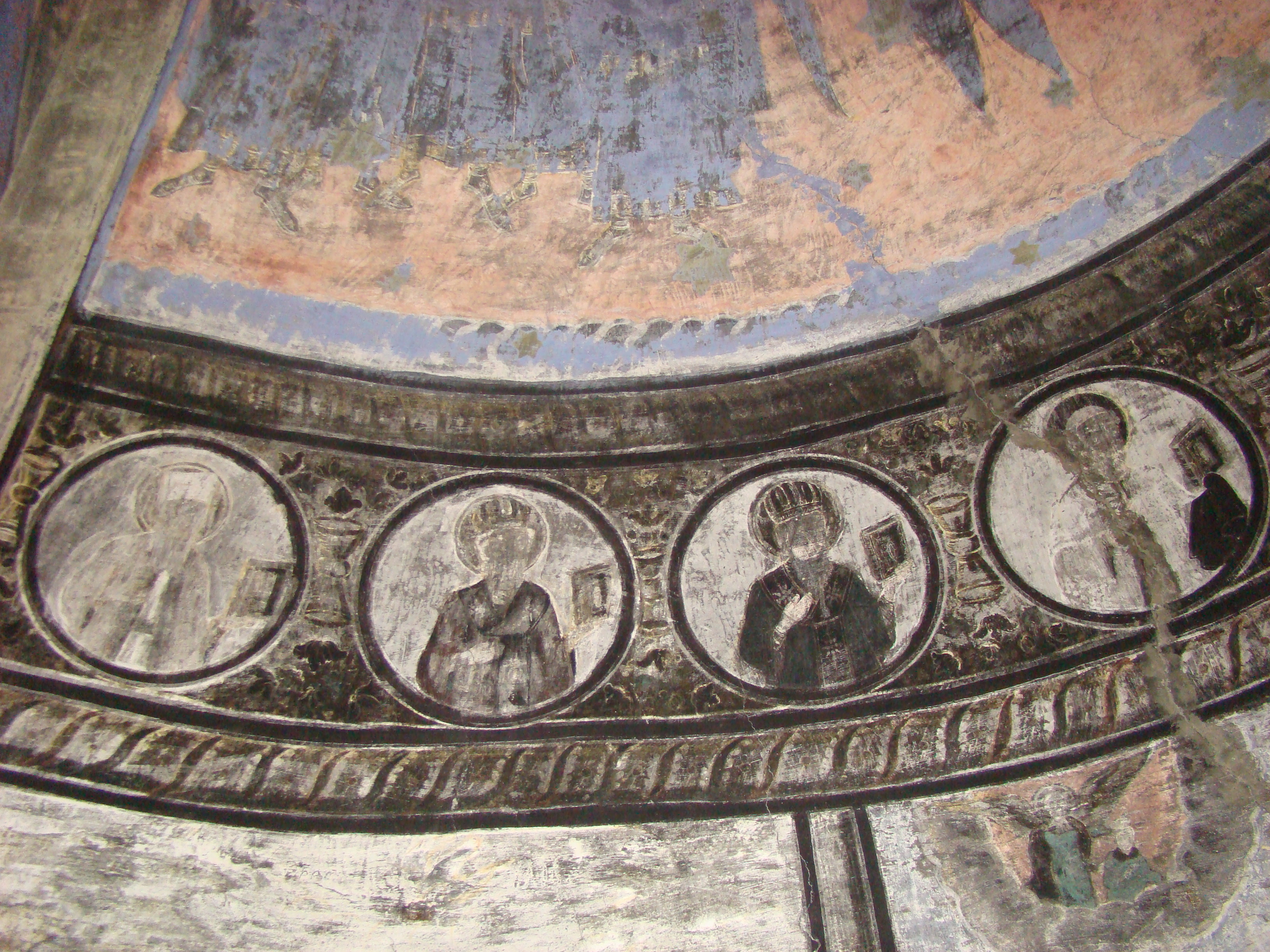
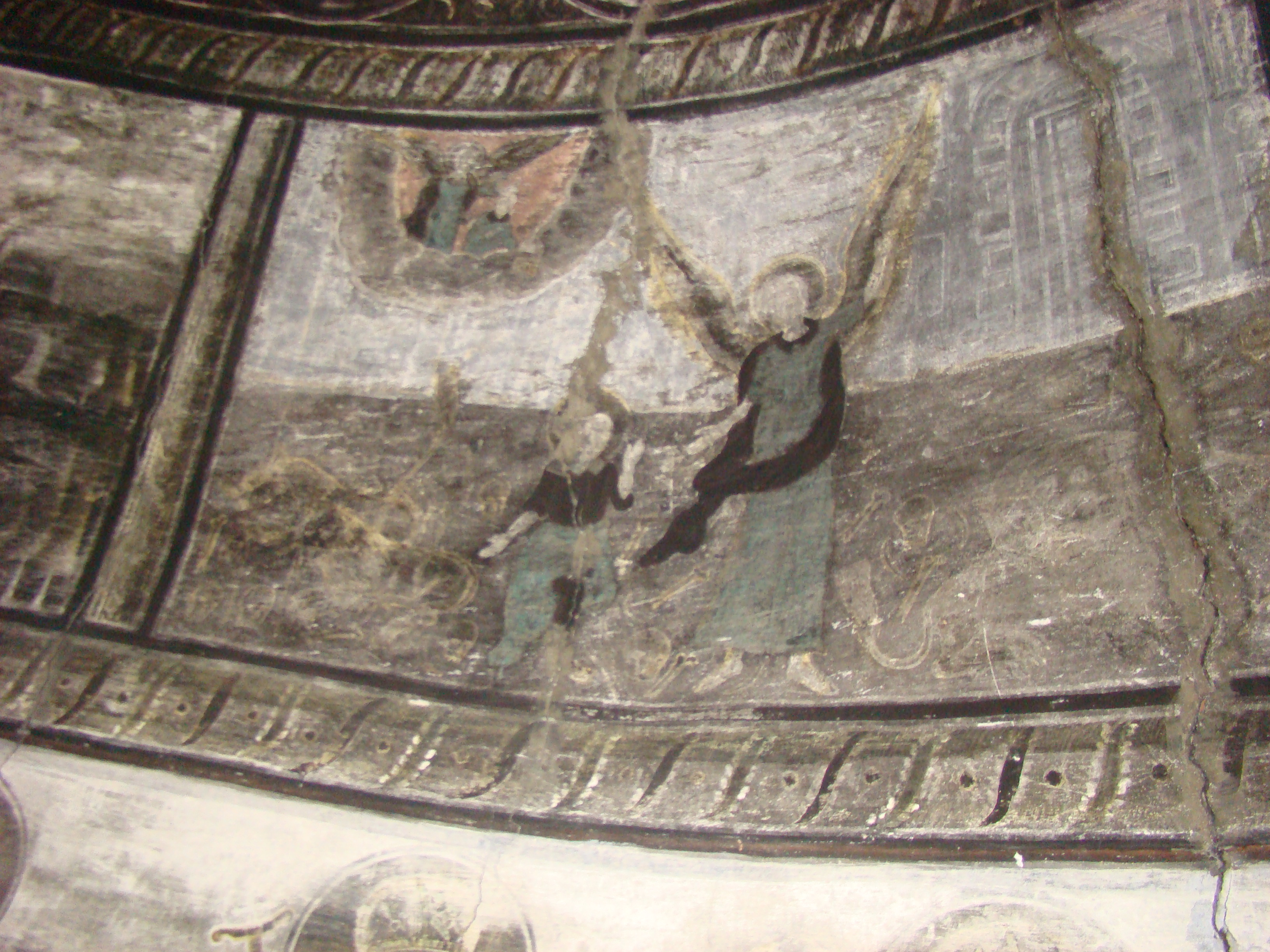
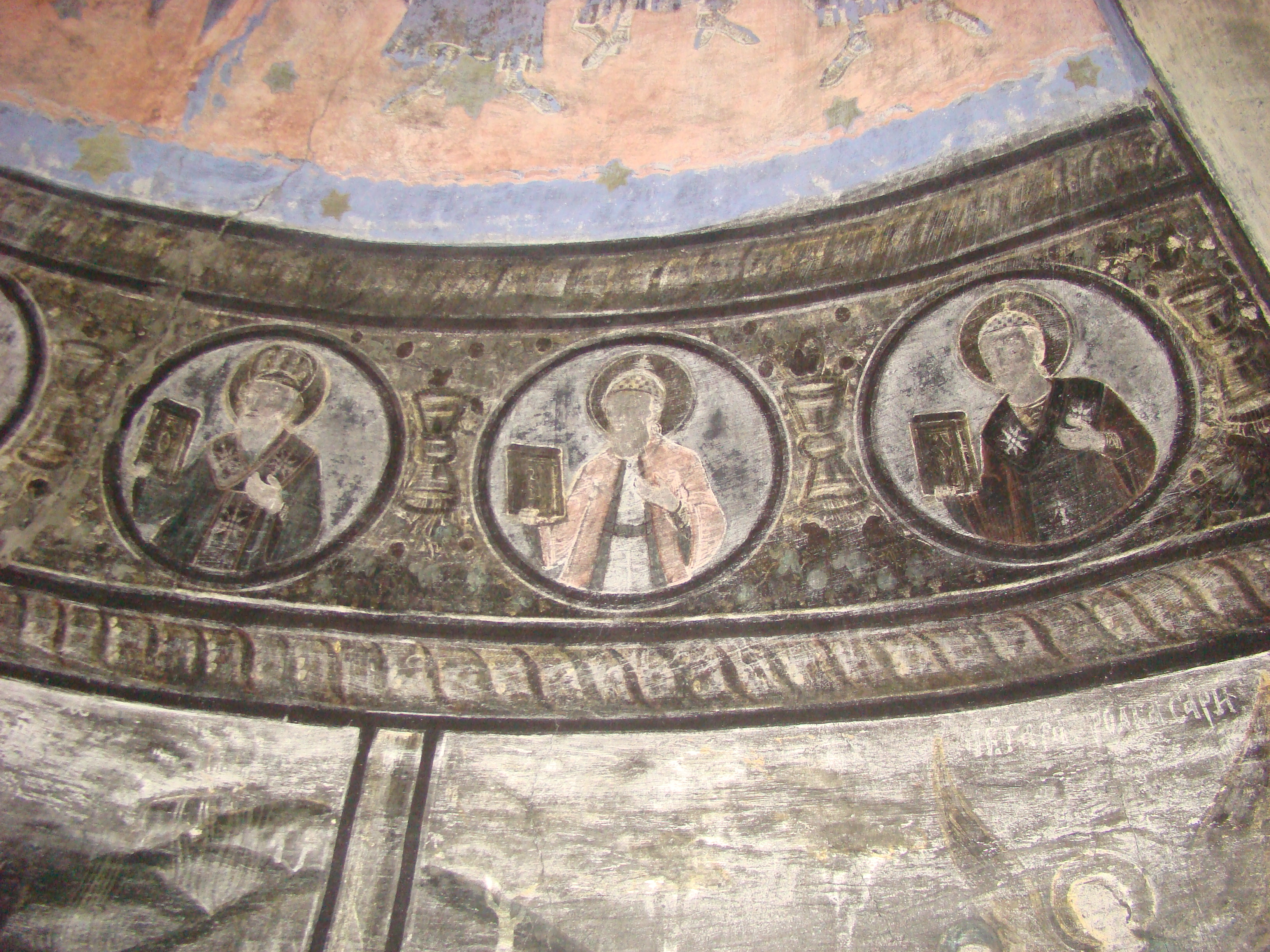
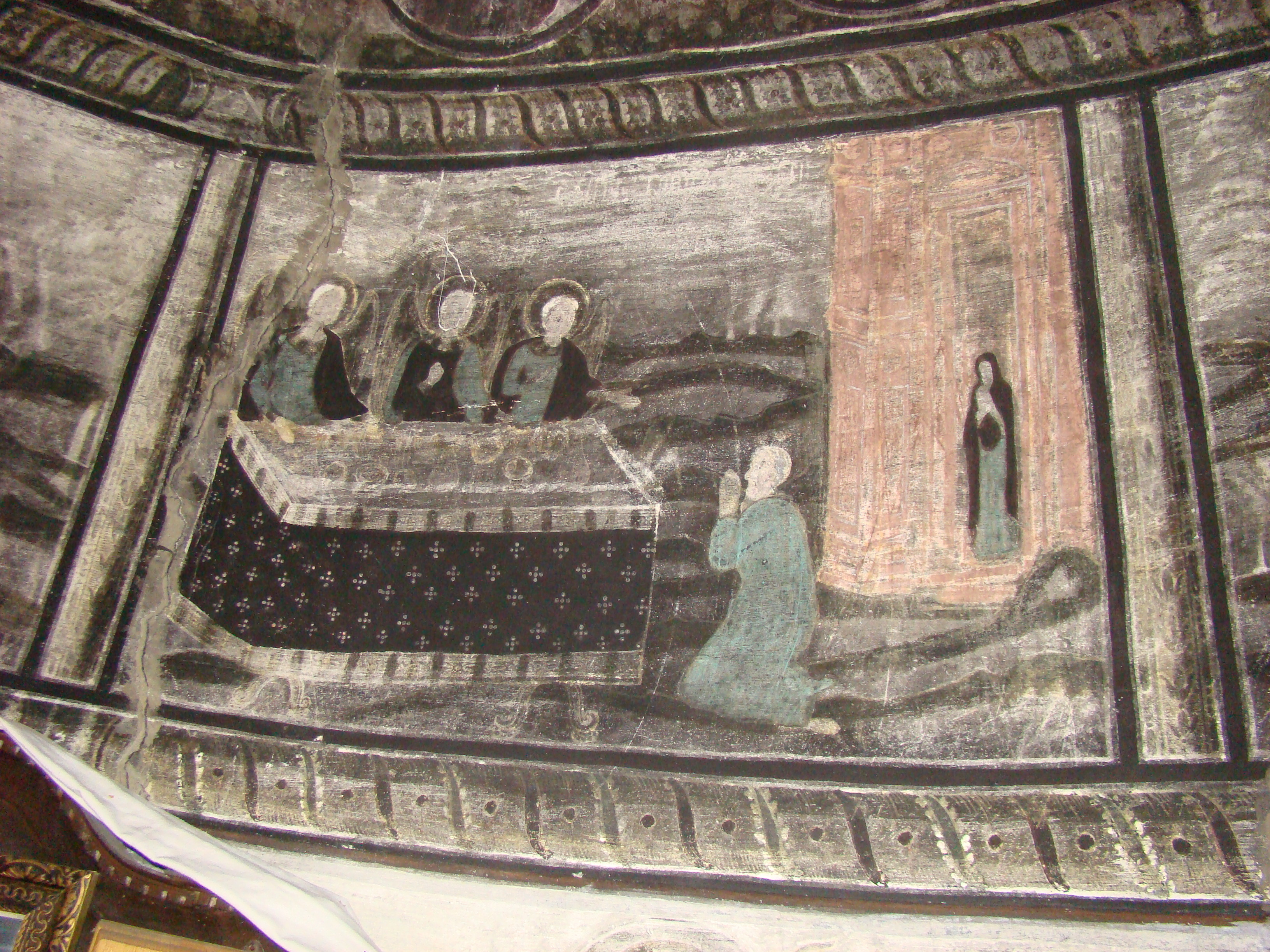
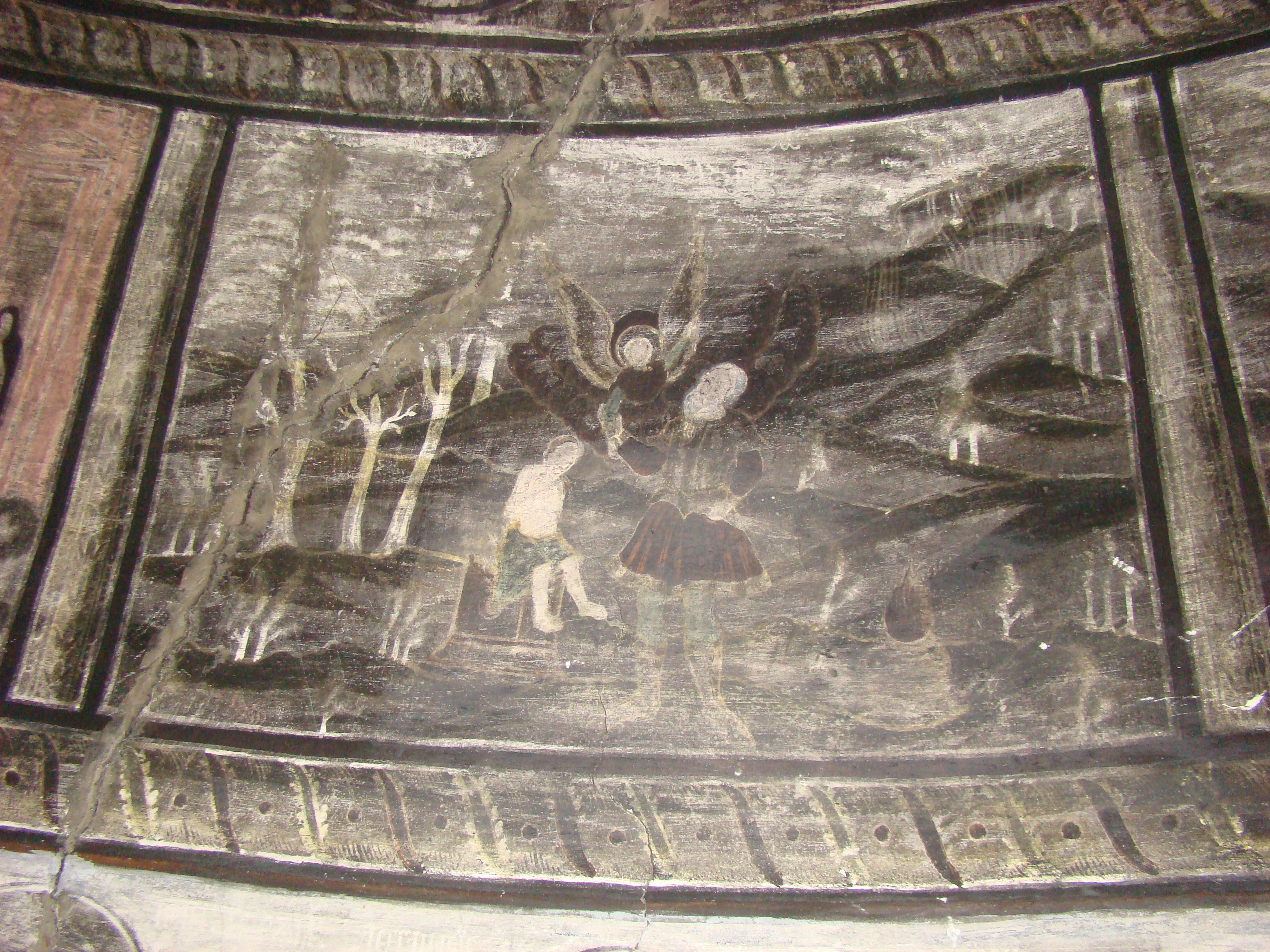
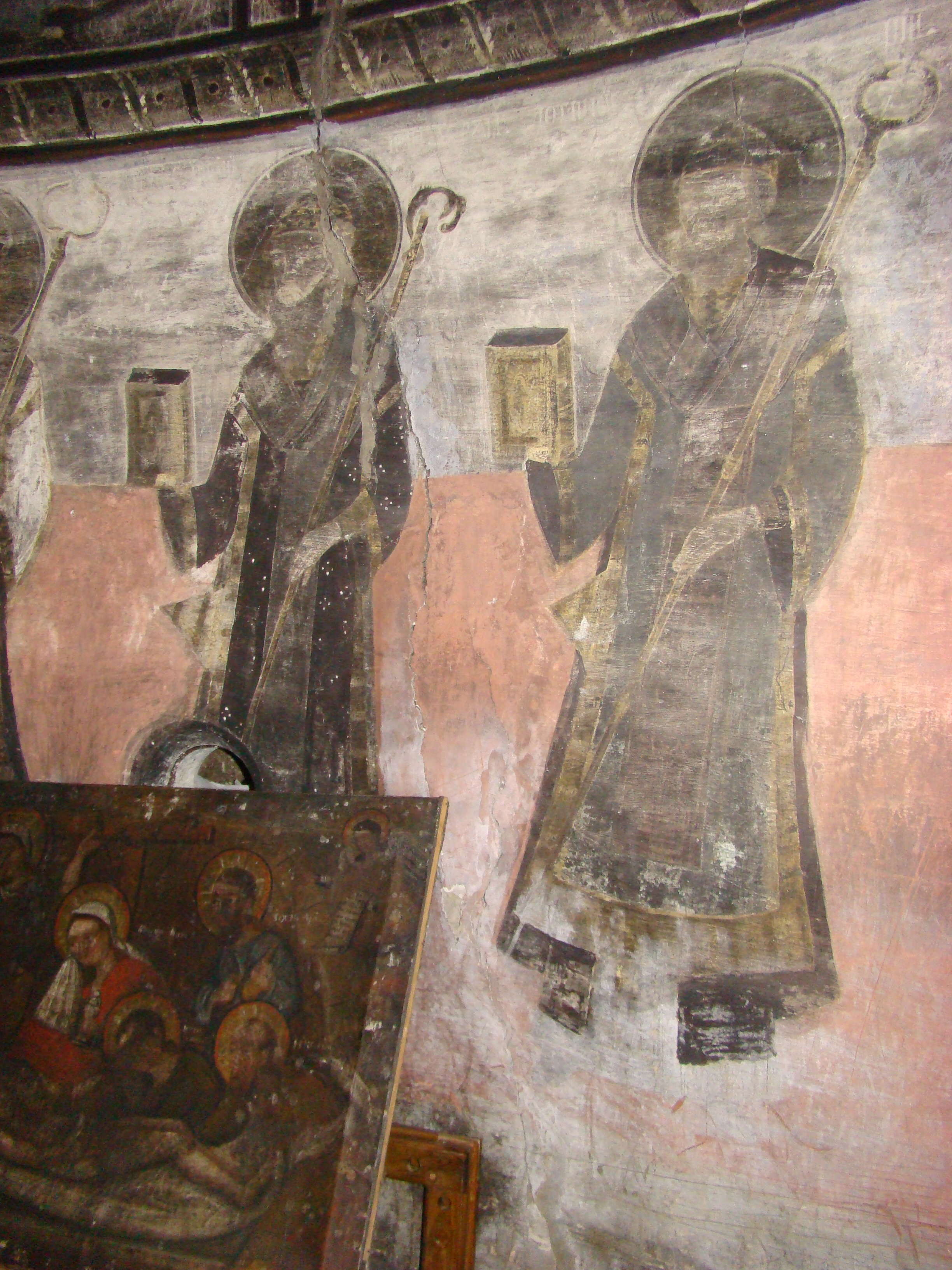